# 보우트 F4U 콜세어
보우트 F4U 콜세어(Vought F4U Corsair)는 제2차 세계대전과 한국전쟁에서 사용된 미국의 전투기이다. 보우트에 의해 개발되었으나 보우트의 생산 능력 초과로 굿이어의 자회사인 굿이어 에어로스페이스와 브루스터 에어로노티컬 코퍼레이션에서 생산하였다. 굿이어에서 제작된 커세어는 FG 시리즈로 불렸고, 브루스터의 것은 F3A 시리즈로 불렸다. 1940년 미국 해군에 초도 납품된 이후 1953년 프랑스에 마지막으로 납품될 때까지 12,571 대가 생산되었으며, 하위 모델은 16 종이다. 미국의 피스톤 엔진 전투기 가운데 가장 오랜 기간 생산된 비행기이다.
커세어는 함상기로 디자인 되었지만 초기형은 불안정한 착륙 성능을 가지고 있어 함상 운용에 적합하지 않았기 때문에 미국 해병대가 주로 육상 비행장에 배치하여 운용하였다. 이후 문제가 되었던 초기형의 착륙 성능이 개선된 커세어는 44년 말 무렵부터 해군의 항공모함에 배치되어 활약했다. 전후 미국 해군은 커세어의 격추율을 11.3:1로 집계했으며 전장에서 보여준 강력한 모습에 의해 일본군 지휘관과 조종사들은 가장 무서운 전투기로 커세어를 꼽기도 하였다.
커세어는 미국 해군과 미국 해병대, 영국 해군 그리고 뉴질랜드 공군, 프랑스 해군 항공대 등에서 1960년대까지 사용되면서 한국 전쟁에도 투입되었고, 제1차 인도차이나 전쟁이나 알제리 전쟁과 같은 프랑스의 식민지 전쟁에서도 사용되었다.

## 개발

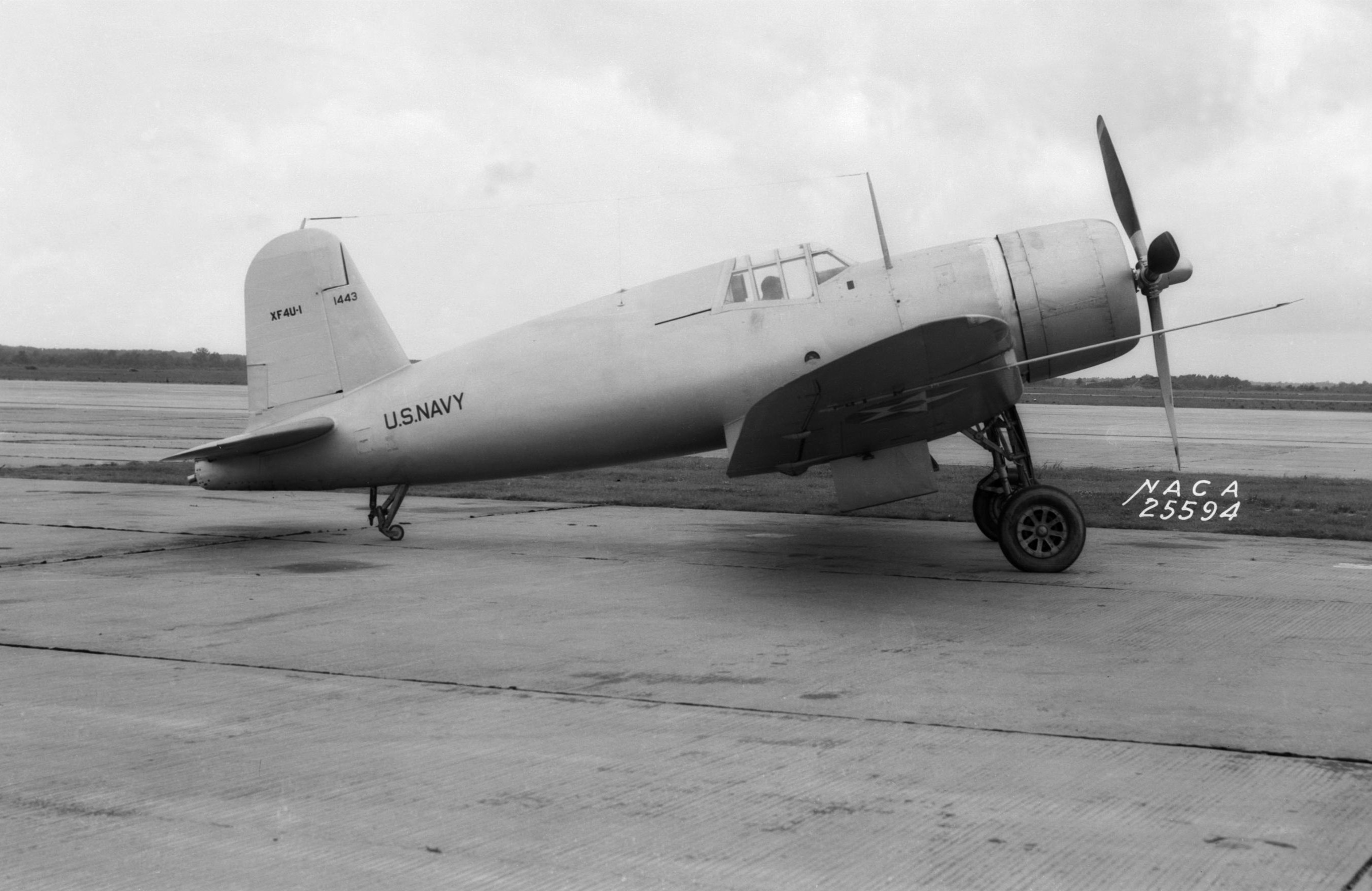
1940년에서 1941년 사이 제작된 시제품 XF4U-1. 양산품에 비해 조종석이 보다 앞쪽에 달려있다.
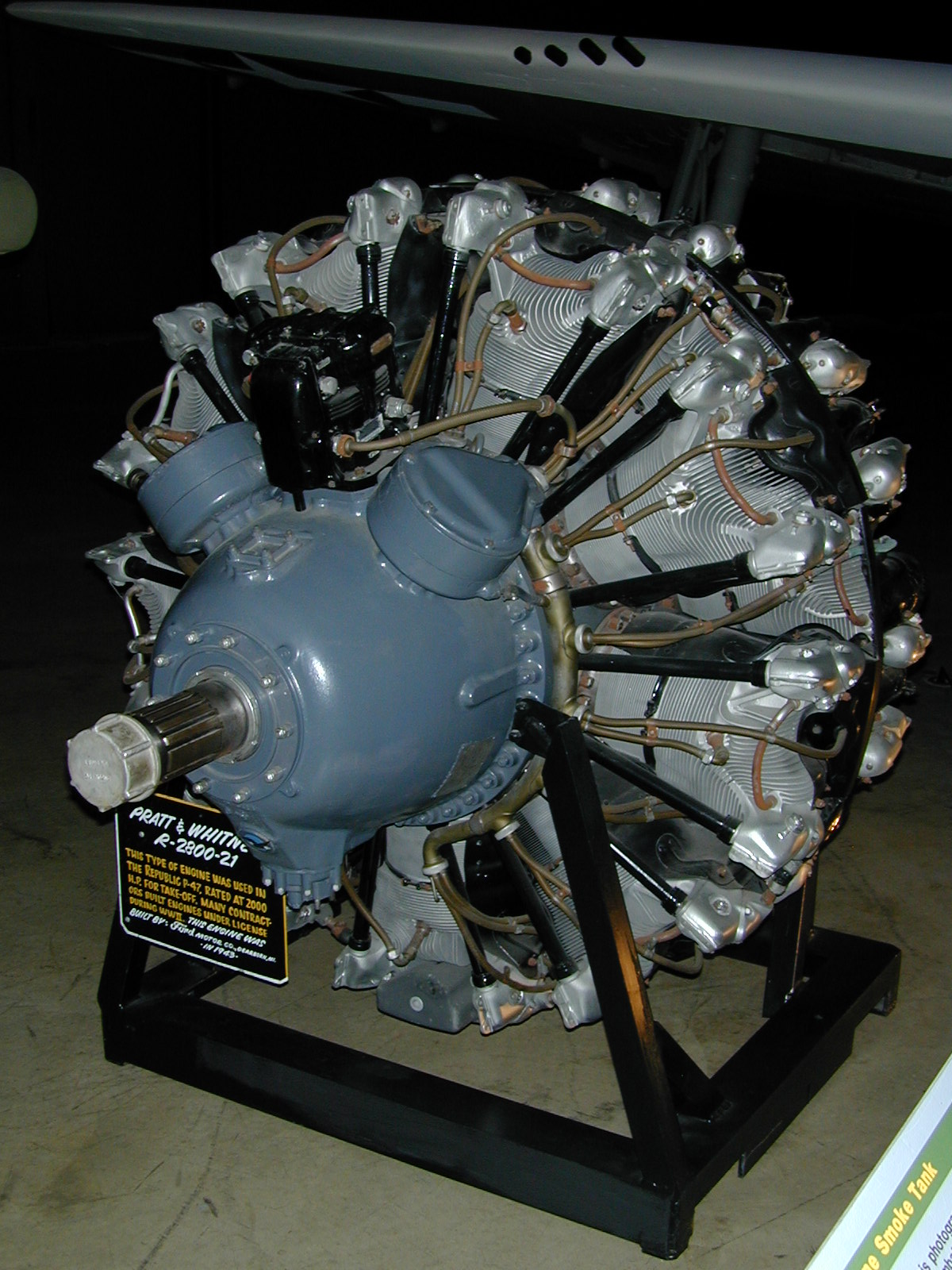
프랫 앤 휘트니 R-2800 더블 와스프 엔진

1938년 2월 미국 해군 항공국은 새로운 쌍발 엔진 전투기와 단발 엔진 전투기 각각에 대한 두 개의 제안 요청서를 공지하였다. 단발 엔진 전투기에 대하여는 기존의 것을 뛰어넘는 최고 속도와 최대 실속 속도가 110Km를 넘지 않으면서 작전 반경 1,600 km를 충족하는 전투기의 제안을 요청하였다. 또한 무장으로 4 정의 기관총 또는 3개의 추가 무장을 요구하였고, 대공 폭탄을 날개에 장착할 수 있어야 한다는 조항도 있었다. 대공 폭탄이란 1930년대에 논의되던 무기로 공대지 폭탄보다 작은 크기의 폭탄을 전폭기에 장착하여 적기 편대를 향해 투하한다는 개념이었다.
1938년 6월 미국 해군은 보우트의 시제품 디자인 V-166B에 대하여 공급 계약을 채결하였다. 이 시제품은 완성후 XF4U-1로 명명되었으며 보우트의 제작 번호는 BuNo 1443 이었다. 렉스 베이셀이 커세어의 설계팀을 이끌었다. 1939년 2월 목업이 제작되었고, 시제품에는 프랫 앤 휘트니 R-2800 더블 와스프 엔진의 시제품인 XR-2800-4가 탑재되었다. 이 엔진은 18개의 실린더가 두 겹의 원형을 이루고 있는 성형 엔진으로 1,850 마력(1,346 kW)이었다. 커세어는 처음으로 더블 와스프 방식의 엔진을 탑재하기 시작한 전투기 가운데 하나이다. 완성된 시제품은 당시로서는 미국 해군 사상 가장 큰 엔진과 그에 따른 가장 큰 프로펠러와 주익을 지닌 전투기였다. XF4U-1의 첫 비행은 1940년 9월 29일 이루어졌으며 조종사는 리먼 A. 불러드 주니어이었다. 시험 비행은 무난하였으나 상승시 플러터 현상이 일어나 서둘러 착륙하였다.
1940년 10월 1일 XF4U-1은 스트랫퍼드에서 하트퍼드까지 평균 속력 시속 652 km로 비행하여 역대 최고 속력의 단발 엔진 비행기가 되었다. 미국 육군 항공대의 쌍발 엔진 비행기인 로키드 P-38 라이트닝은 1939년 1월에서 2월 사이 시속 640 km를 기록하였다. XF4U-1은 상승률 시험에서도 뛰어난 성능을 보였다. 다이브 테스트에서는 시속 890 km를 기록하였으나 시험 중 한 번은 엔진이 오버랩 되는 일이 발생하였다. 또 스핀 회복 테스트에서는 요구치를 초과하는 회전이 일어나 안티스핀 슈트를 사용해야 했다.
유럽 전역에서 엔진과 연동 된 .30 구경 기관총과 주익 양쪽에 장착된 .50구경 기관총의 성능이 불충분하다는 보고가 들어왔다. 미국 해군은 1940년 11월 보다 강력한 중무장을 장착하여 줄 것을 요구하였다. 커세어는 주익 양측에 각각 3 정의 .50 캘리버 기관총을 장착하였다. 이러한 무장 강화는 커세어의 화력을 크게 증가시켰다.
미국 해군의 XF4U-1에 대한 초도 시험 구매는 1941년 2월 인가되었다. 미국 해군은 1941년 3월 3일 취의서를 발급하였고, 4월 2일 보우트의 생산 제안서를 접수하여 F4U-1 584대의 생산 계약을 채결하였다. 새 전투기는 커세어로 명명되었는데 이는 1920년대에 제작되었던 해군 복엽기 보우트 O2U 커세어를 계승한 것이다. 첫 양산은 1942년 6월 24일 완료되었다. 이는 보우트 입장에서는 기록적인 성과였는데, 육상과 비교할 때 항공모함의 함상 착륙을 위해서는 스트레스를 견디기 위해 더욱 견고하고 무거운 기체를 만들어야 하였다.

## 디자인[23]

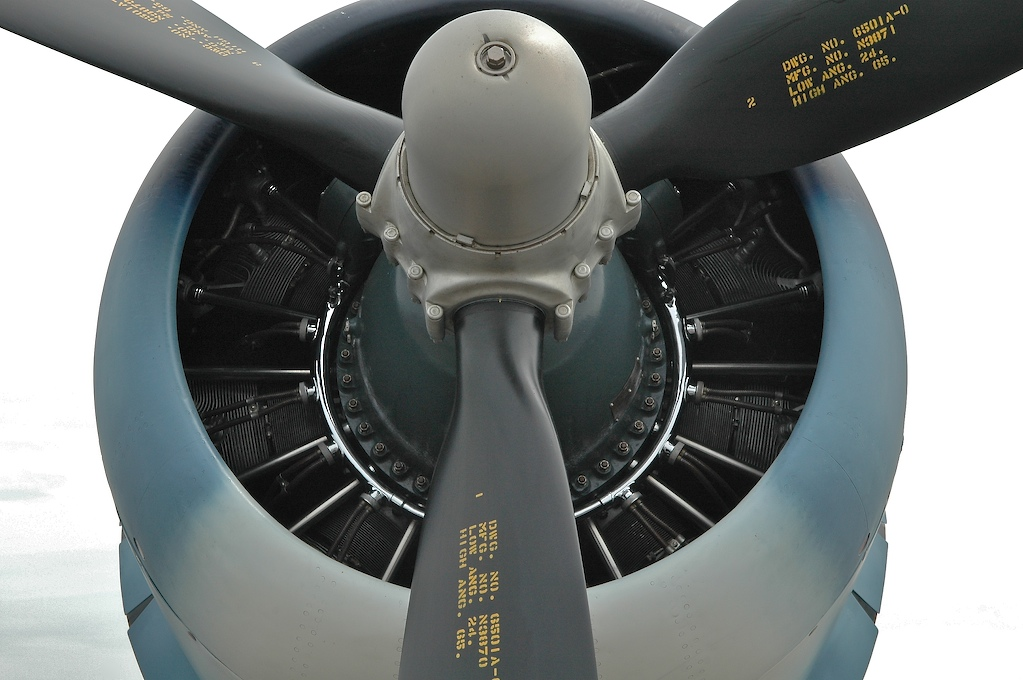
굿이어 FG-1 커세어의 기수와 엔진
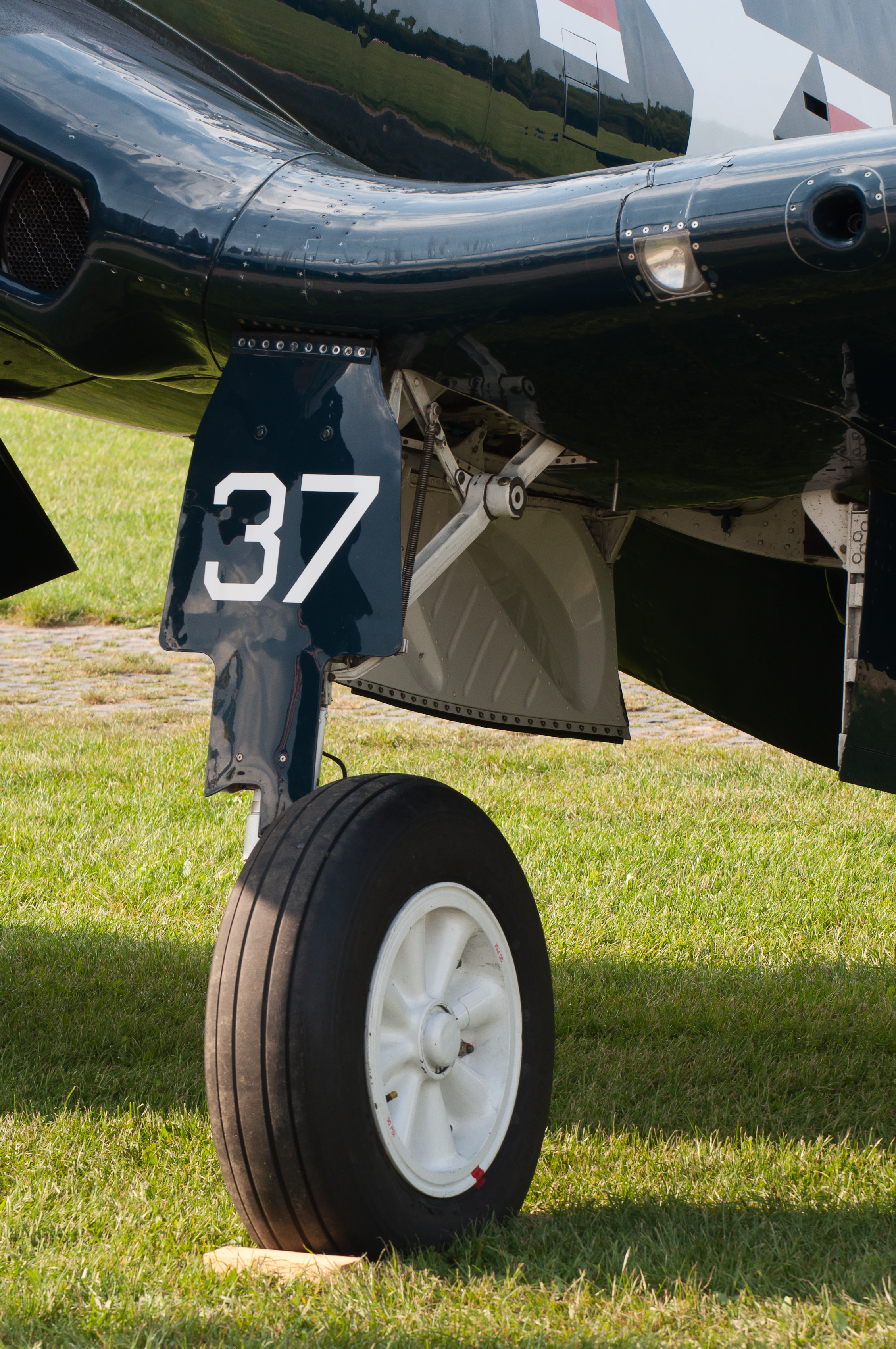
F4U-4 커세어의 착륙 기어
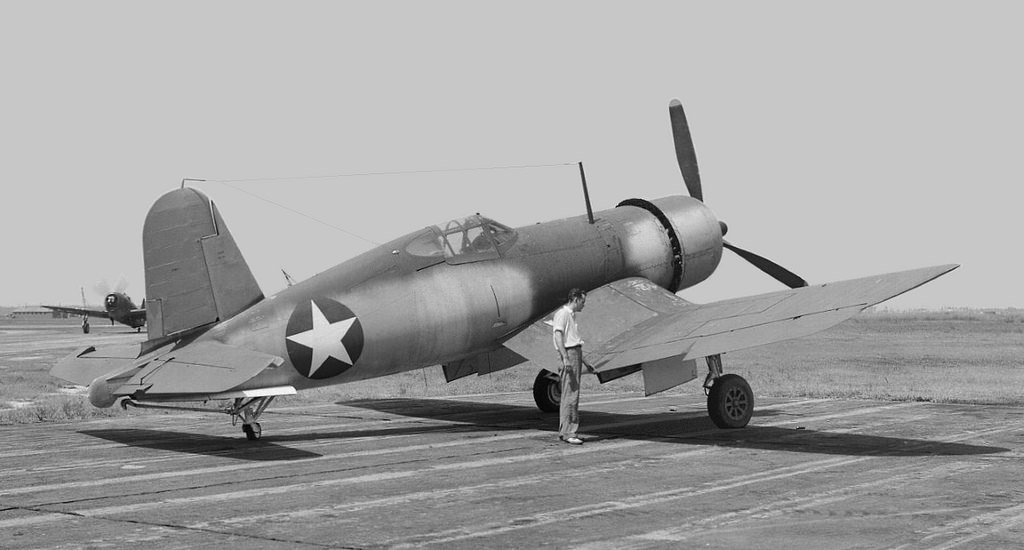
초기 F4U-1의 새장 모양의 캐노피

### 엔진
F4U 커세어는 당시로서는 가장 큰 성형 엔진을 탑재하였다. 18개의 실린더가 두 겹의 원을 이루는 프렛 앤 휘트니 R-2800 더블 와스프 엔진의 최대 출력은 2000 마력이었으며 2단 2속 슈퍼차저와 밴딕스 스툼버그 카뷰레이터로 인해 중력이나 관성, 냉각현상등에 영향받지 않고 높은 고도에서도 강력한 출력을 유지할 수 있었다. 또 출력에 맞추어 프로펠러도 당시로서는 매우 큰 해밀턴 스탠다드 13피트 4인치 삼엽 프로펠러를 장착하였다.

### 착륙 기어와 주익
F4U의 디자이너는 주익을 역 갈매기형으로 꺽이도록 설계하였는데 이는 대형 프로펠러를 장착한 상태에서 랜딩기어의 강도를 확보하기 위함이었다. 역갈매기익은 랜딩 기어 설치를 위한 낮은 지점을 제공하여 짧은 랜딩기어로도 대형 프로펠러에 충분한 지면 간극을 제공할 수 있었다. 랜딩기어는 그 짧은 길이로 인하여 옆이 아닌 뒤로 접힐 수 있었고 주익에 별도의 돌출부도 필요로 하지 않았다.
역갈매기익은 저익과 중익 디자인의 장점을 결합하였는데 날개가 동체 표면에 정상적으로 결합되기 때문에 간섭 항력과 예각을 피하여 필렛을 설치할 필요가 없었다.
커세어의 항공역학적 특성은 당시 미국 해군의 전투기들에 비하여 우수하였다. F4U는 미국 해군 최초로 착륙 기어와 바퀴가 완전히 비행기 안으로 감추어지는 전투기였다. 커세어의 유압식 올레오 완충 지주는 비행할 때 90°로 회전하여 주익 안으로 들어가며 기어 격납 공간을 사각형의 문으로 닫아 감추어지도록 설계되었는데, 이 덕분에 주익을 따라 흐르는 공기의 흐름이 개선되었다. 이러한 방식의 착륙 기어 수납은 커티스 P-40 워호크나 그러먼 F6F 헬캣과 같은 차기 전투기 제작에서 표준으로 채택되었다.
엔진의 냉각기는 동체에 부착되었고, 주익의 양쪽 익근부에는 오일쿨러를 장착하였다. 동체 패널은 알루미늄으로당시의 신기술인 스팟 용접을 사용하여 제작되었다.

### 설계 변경
F4U-1은 시제품이었던 XF4U-1과 비교할 때 양산 과정에서 몇 가지 중요한 설계 변경이 있었다. 무장은 주익 양쪽에 6 정의 M2 브라우닝 기관총을 다는 것으로 바뀌었고, 장탄 수는 안쪽 기관총이 400 발 바깥 쪽이 375발 이었다. 무장이 변경되자 연료 탱크의 위치 역시 바뀌어야 했다. 연료 탱크가 무게 중심 근처에 자리해야 한다는 요청 때문에 장착할 수 있는 유일한 공간은 조종석 앞쪽의 동체 하부 밖에 없었다. 이에 따라 237 겔런(897 리터)의 자동 방루식 연료탱크가 동체 전방에 신설되고 조종석은 32 in (810 mm)만큼 뒤로 물러나게 되었다. 아크릴 수지로 제작된 방풍창 안쪽으로 두께 1.5 in (38 mm), 무게 150 파운드의 방탄 장갑이 추가되었다. 캐노피는 비상 탈출이 가능하도록 제작되었고 당시 운용중이던 커티스 P-40 워호크와 같이 조종석 뒤쪽으로 거북이 목 모양의 동체 연결부를 설치하였다. 이 때문에 조종사는 뒤를 살피려면 고개를 어깨너머 돌려야 했다. 조종석 아래쪽에도 사각형의 아크릴 수지로 된 창을 내어 착륙할 때 조종사가 직접 활주로를 볼 수 있도록 하였다. 엔진 역시 강화되어 2,000 마력(1,491 kW) 출력의 R-2800-8(B 시리즈) 더블 와스프로 교체되었다. 주익의 플랩은 NACA 슬롯티드 타입으로 바꾸어 선회율을 높였다. 설계 변경을 마친 커세어는 몇 백 파운드 더 무거워졌다.

### 기술적 문제
커세어는 기존의 전투기에 비해 속도와 기술 면에서 장점이 있었지만, 해결해야 할 많은 기술적 문제도 있었다.
주요 문제점으로 지적된 실속 특성은 일반적인 비행 상황에선 완만하고 회복이 쉬웠으나 기어와 플랩을 완전히 전개한 랜딩 컨디션에선 징후가 부족하고 급격하게 이루어졌기 때문에 착함이 대단히 위험했다.
함상 실험에서는 다른 문제점들도 드러났다. 신설된 동체 연료탱크로 인하여 콕핏이 뒤로 이동한 결과 이착함시의 높은 받음각에서 전방시야가 매우 불량하였다. 또한 엔진에서 기름이 새서 조종석 앞 방풍창을 가리는 문제도 있었다. 올레오 완중 지주는 충격 흡수가 충분치 않아 착륙하면서 비행기가 함상에서 몇 차례나 튀어올랐으며 테일휠도 제대로 기체를 잡아주지 못해 착함시 기체의 테일 섹션이 사방으로 튀었다.
이러한 문제점에 대하여 카울 플랩의 위쪽 중앙부 패널을 고정하여 오일이 조종석 앞으로 새는 것을 방지했고, 착륙 기어에는 기름의 흐름을 제어하는 블리더 저항기를 추가하였으며 테일휠은 러더와 연동시키고 높이를 높여 착함시의 안정성과 지상 주기시의 높은 받음각을 개선하였다. 또한 콕핏도 재설계되어 시트의 위치가 높아지고 더 나은 전방향 시야를 제공하는 말콤 후드 캐노피가 설치됨으로써 전반적인 시야가 개선되었다. 오른쪽 주익의 앞전에는 스톨 특성 완화를 위하여 작은 스포일러가 설치되어 착함시의 안정성을 향상시켰다.
이러한 문제들이 해결되기 전까지 커세어는 함상기로서 부적합하다는 판정을 받았다.
이러는 사이 보다 다루기 쉽고 제작도 단순한 F6F 헬켓이 항공모함에 배치되기 시작하였다. 헬켓은 커세어보다 선회력, 기동성을 제외한 성능면에선 밀렸으나 함상 운용이 유리하다는 장점이 있었다. 헬켓이 함상 주력기로 선정되자 커세어와 함께 지상에 남기로 한 VF-17 비행대의 기체를 제외한 대부분의 커세어는 해병대로 넘겨졌다. 해병대는 육상 비행장에 커세어를 배치하고 광범위하게 사용하였다.
해군은 VF-17의 커세어에 고속에서의 효율이 개선된 13피트 1인치의 신형 프로펠러 깃과 추가적인 출력을 제공하는 물 분사기를 장착하는 등의 개량을 하여 성능을 높이는 한편 상기한 개량 사항을 후기형 F4U-1A에 이르기까지 점차적으로 적용시켜갔다.
함상에서 처음 정식으로 커세어를 운용한 것은 영국 해군이었다. 영국 해군은 안전한 함상 착륙을 위해 착륙통제관을 운용하였고, 얼마 후 미국 해군도 이를 운용하였다.

### 성능
커세어는 개발 당시 가장 빠른 전투기였다. 후대에 개발된 F6F 헬켓보다도 빨랐고, 그 보다 늦게 개발된 리퍼블릭 P-47 선더볼트에 비해서도 전반적인 고도에서 더 빨랐다. 이 세 종의 전투기는 모두 R-2800 엔진을 사용했으며 동일한 고도, 동일한 출력에서 가장 빠른 기체는 커세어였다. 그러나 P-47은 터보슈퍼차저를 장착하여 고고도에서 더 높은 출력을 낼 수 있었기 때문에 고고도에서는 커세어보다 더 빨랐다.
기동성도 우수했다. 보조익과 승강타의 부스트탭으로 인하여 체급에 비해 민첩성이 좋았던 커세어는 고속 기동성과 순간 기동성이 뛰어났다. 미군 내 비교 테스트에서 F4U-1D의 수평 선회력은 P-51 머스탱, P-38 라이트닝, P-47 썬더볼트를 능가하고 F6F 헬켓과 비슷한 수준이었으며 전투 플랩을 전개하면 더 우수했다. 그러나 전투 플랩을 사용하여도 고도 10000 피트, 속도 150 노트 이하의 저속 수평 선회에서는 일본군의 A6M 제로기에 미치지 못하였다. 테스트에서 커세어는 150 노트까지 제로기에게 선회로 따라붙을 수 있는 유일한 미군기였다. 전후 1989년에 이루어진 현대 기술을 이용한 비교 테스트에서는 불리한 조건에도 불구하고 가장 우수한 격투전 능력을 가진 미군기로 평가받았다.
기골의 강도도 우수하여 다이브 테스트시에는 8.7G를 기록했으며 연료와 무장을 만재한 전투중량에서도 7.5G의 제한 하중 계수를 가지고 있어 F6F 헬켓이나 나중에 개발된 F8F 베어캣보다 더 급격한 기동을 버틸 수 있었다. 내탄성도 뛰어나 일본군 조종사들은 격추시키기 어려운 기체로 평가했으며 주익의 30%가 날아간 상태로 귀환에 성공한 경우도 있었다.

## 운용[44]

### 2차 대전

#### 미국

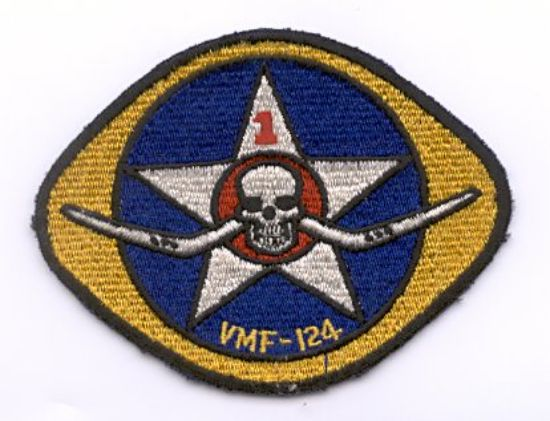
커세어를 표시한 VMF-214 부대의 마크
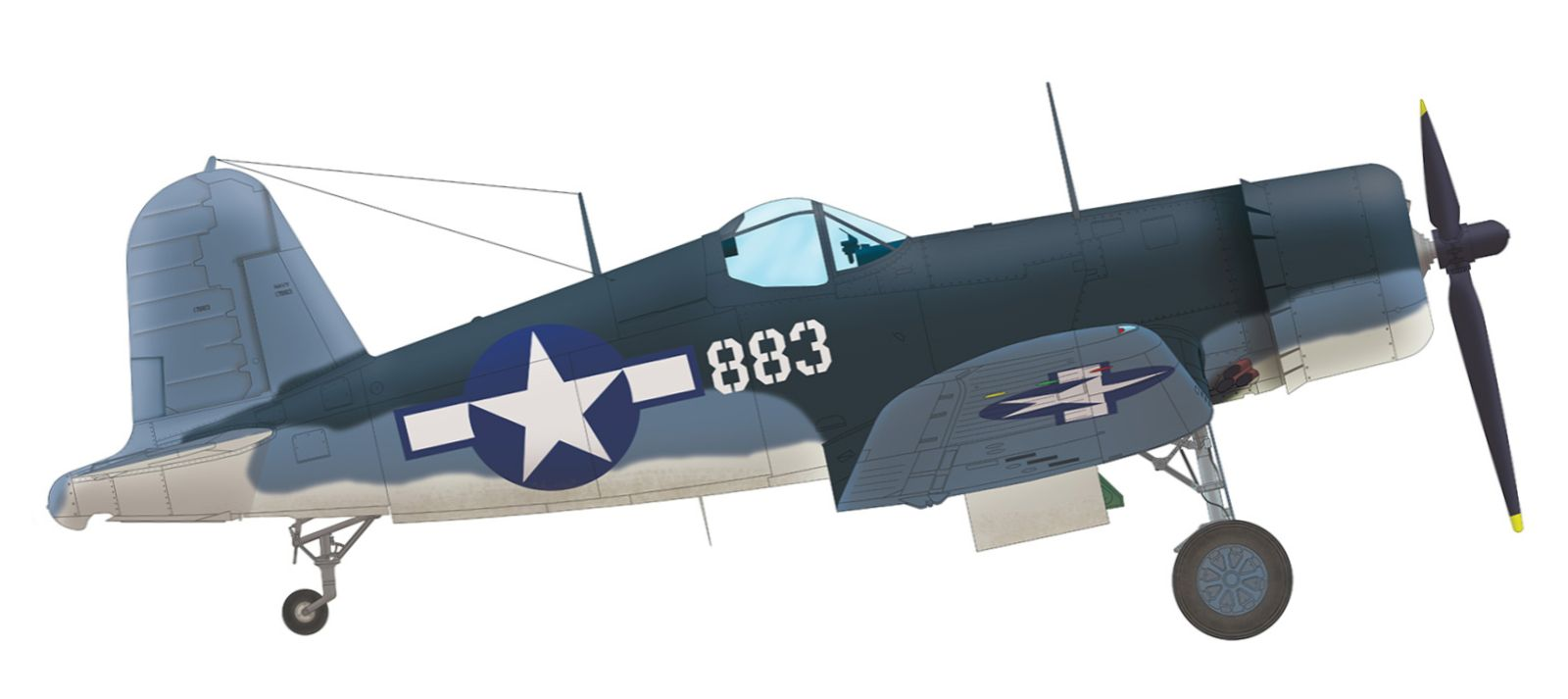
VMF-214 소속 패피 보잉턴의 F4U-1A 커세어 BuNo 17883, 1943년 말
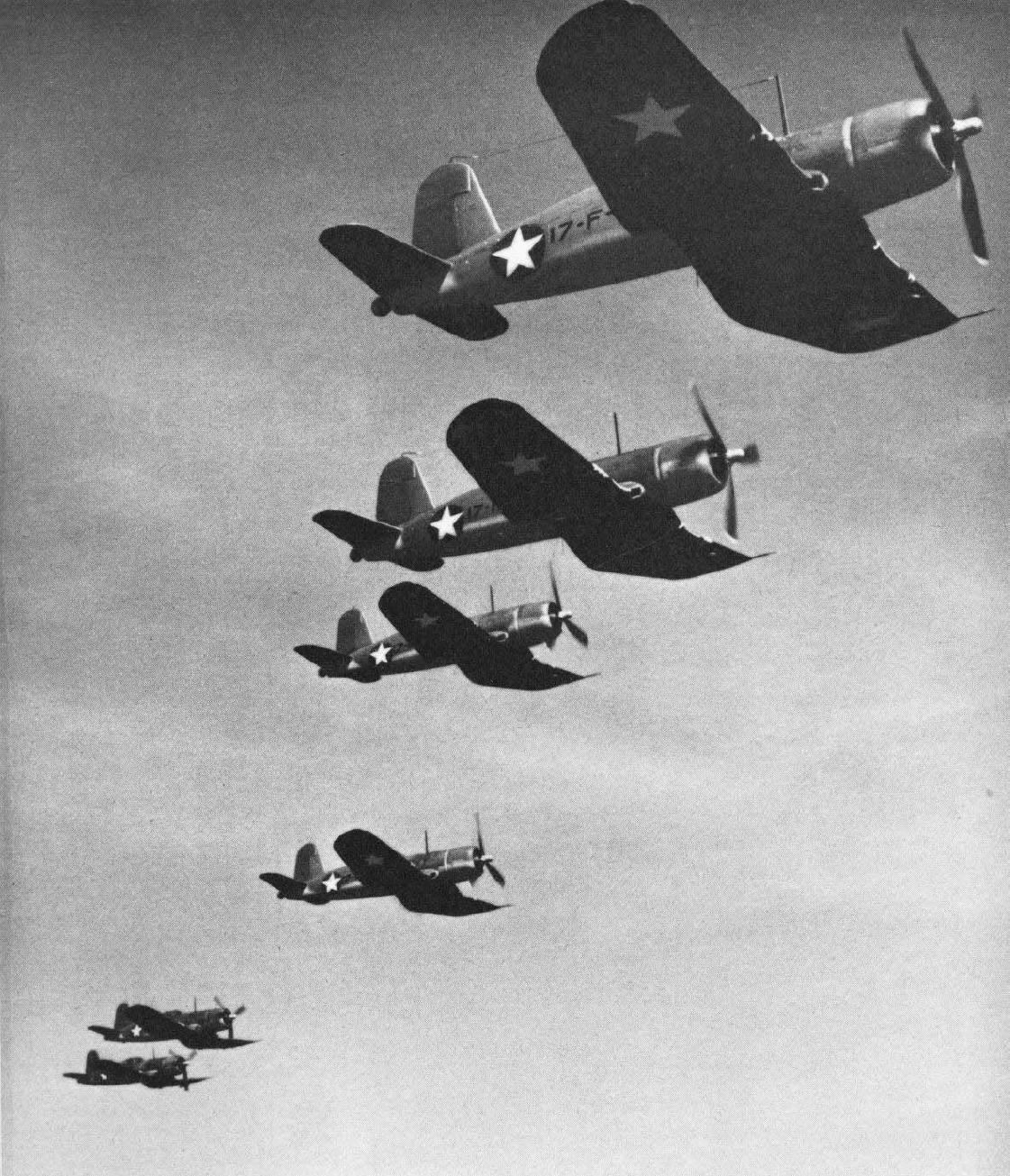
VF-17의 초기 F4U-1 편대
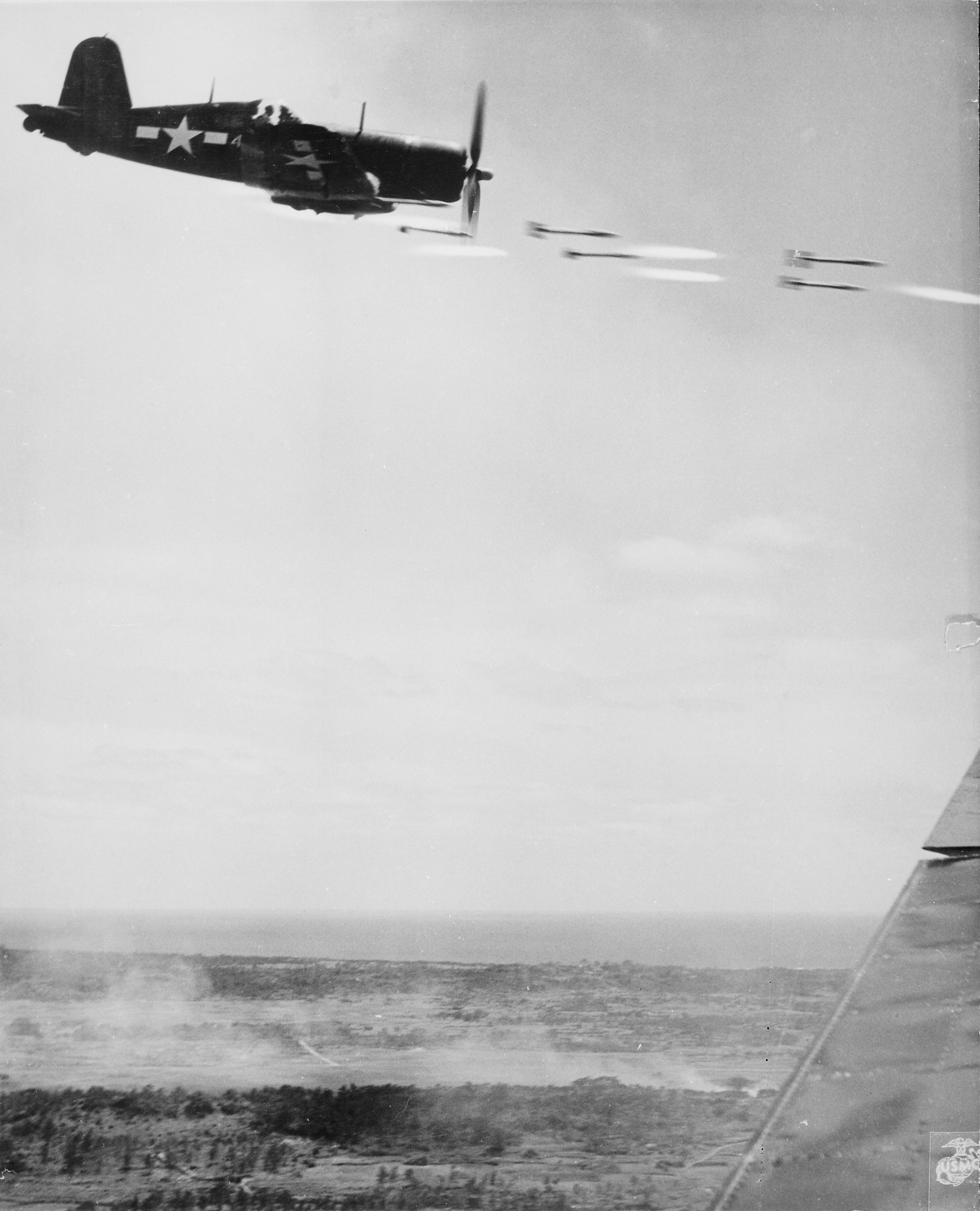
2차 대전 당시 오키나와에서 로켓을 발사는 커세어
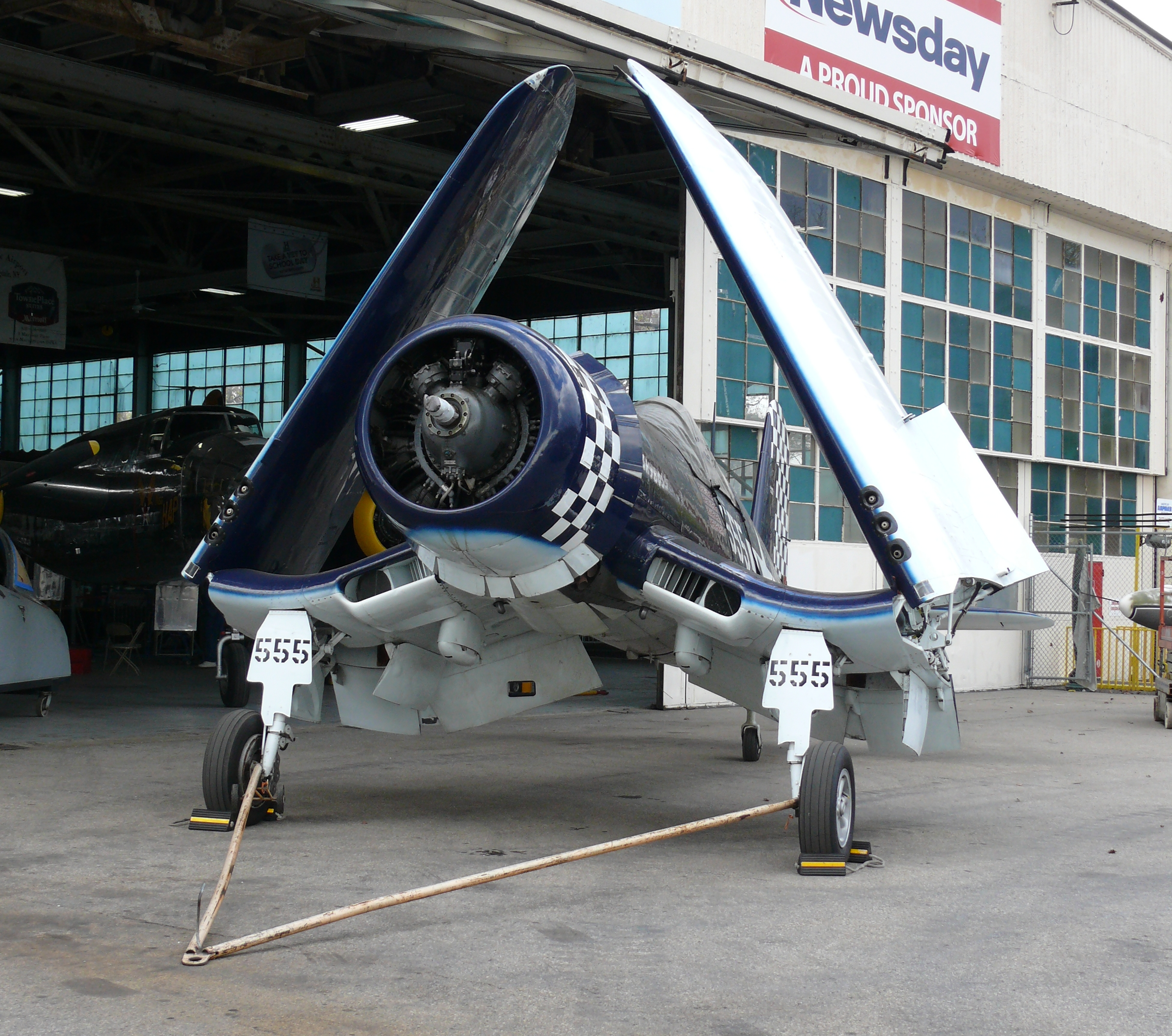
날개를 접은 굿이어 FG-1 커세어

미국 해군은 F4U-1 초도기를 1942년 7월 31일 인수하였다. 그러나 함상 운용에는 여러 어려움이 있었다. 초기형의 버드케이지(Birdcage, 새장) 스타일의 캐노피는 이착륙이나 지상 주기시의 높은 받음각에서 조종사의 시야가 불량했고, 착함시에는 좋지 못한 스톨 특성과 테일 섹션이 튀어오르는 문제가 있었다. 초기형의 이러한 문제를 경험한 조종사들은 F4U를 "수퇘지"나 "말코", "굽은 날개 과부제조기"와 같이 경멸하는 별칭으로 불렀다. 1942년 9월 25일 호위항공모함 USS 생거먼에서 시행된 함상 운용 실험 이후 항모 운용 부적합 판정이 내려지자 미국 해군은 대부분의 F4U-1을 미국 해병대로 인계하였다. 첫 실전 배치는 1942년 말이었다.
실전 배치 직후인 1943년 2월 미국 해병대는 솔로몬 제도의 과달카날섬에 F4U를 투입하였다. 2월 12일 12 기의 F4U-1 커세어가 윌리엄 E. 기세 소령이 지휘하던 VMF-124 비행대가 자리잡은 핸더슨 비행장(오늘날 호니아라 국제공항)에 도착하였다. 그러나 기체에 대한 비행대 조종사들의 평균 비행시간은 20시간에 불과했다. 첫 교전 기록은 1943년 2월 14일로 VMF-124 중대는 P-40 워호크, P-38 라이트닝을 보조하여 B-24 리버레이터의 호위 임무를 수행하였다. B-24 리버레이터는 파푸아뉴기니의 부건빌섬에 있던 일본군의 카힐리 비행장을 폭격하였다. 이 작전에서 미군은 4 기의 P-38, 2 기의 P-40, 그리고 2 기의 커세어를 잃었고, B-24 역시 2 기가 파괴되었다. 한편 일본의 제로센은 4 기 정도만 격추되어 명백히 미군측의 손실이 컸다. 항공전사에 '세인트 발렌타인의 학살'로 기록된 이 교전의 결과 솔로몬 전역의 주간 폭격이 당분간 중지되었으며 충격적인 결과에 자극받은 미국 해병대는 빠르게 커세어의 운용 방법을 개선해 4월에 이호 작전에 맞서 활약하고 5월 무렵 첫번째 커세어 에이스를 배출하는 등 금세 일본의 항공세력을 밀어붙이기 시작했다. 첫 커세어 에이스인 케네스 A. 월시 소위는 2차 대전 기간 동안 21대의 적기를 격추하였으며 월시가 격추한 것 가운데 17기가 제로센이었다. 월시는 커세어의 제로센보다 빠른 속도와 상승 능력을 활용하여 1대1 격추전을 벌였다. 이 과정에서 그 역시 세 번 격추되었으나 살아 남았다.
시간이 지나면서 해병 비행대들은 점차 커세어로 기종전환을 하였고 43년 중후반부터는 문제점들이 개선된 F4U-1A가 속속 배치되면서 솔로몬 전역의 일본군의 항공 세력은 빠른 속도로 위축되었다. 섬들을 하나 하나 제압해가며 '솔로몬 사다리'를 올라가는 과정에서 발생한 수많은 교전으로 단련된 커세어 조종사들은 당시에도 비교적 높은 사기와 숙련도를 유지하고 있던 일본군의 라바울 항공대를 소모전으로 고사시키는데 많은 기여를 하였다. 전후의 교차 검증에 의하면 라바울 전역에서 가장 활약한 전투기는 커세어였으며 심문을 받은 라바울 기지의 지휘관 및 조종사들도 커세어를 가장 우수한 기체로 뽑았다. 특히 용명을 떨친 VMF-214 '검은양' 비행대나 해군 소속의 VF-17 '졸리 로저스' 등의 에이스 비행대는 높은 전투력과 활약으로 널리 알려졌다. 이중 VF-17은 라바울 항공전 기간동안 USS 벙커힐에 착함하여 보급후 일본군을 성공적으로 요격함으로서 실전에서 처음으로 함상작전을 성공, 커세어의 함상 운용능력을 증명하였다. 1943년동안 실전에서 활약한 커세어 비행대는 최대 9개였으며 작전 행동은 3,261 소티로 전쟁 전체 소티의 5%에 불과했지만 초기의 미숙한 기체 운용 및 아직 상대적으로 높은 숙련도를 유지하고 있던 일본군의 항공세력으로 인하여 공중전 손실은 전체의 50%인 94기에 달했다.
1944년 초에는 야간전투기형인 F4U-2가 USS 엔터프라이즈와 USS 인트리피드에서 정식으로 운용되어 야간함대방공의 영역을 개척하였다. F4U-2는 미국에서 처음으로 정식으로 항모에서 운용된 커세어였다. 한편 커세어의 잠재력에 주목한 해병 비행대는 커세어의 폭장을 향상시키기 위해 야전 개수를 거친 후 대형 폭탄을 사용하였으며 여기에 폭장량 향상에 기여한 찰스 린드버그에 의해 4000 파운드의 폭장능력을 완성하게 된다. 지상에서 작전하는 커세어들은 성능 향상을 위해 어레스팅 후크를 제거하기도 하였다. 1944년 5월 16일에 이루어진 항모 운용 테스트에서는 운용 적합 판정을 받는 것과 동시에 기존에 운용하고 있던 주력 함상 전투기인 그루먼 F6F 헬켓보다 우수한 기체로 인정받으면서 커세어의 본격적인 항모 배치가 시작된다. 결국 1944년 말 무렵부터 일부 해병 비행대가 항모에 오르는 것을 시작으로 커세어로 기종전환을 하는 해군 비행대들이 나타나기 시작했다. 향상된 폭장과 함께 본격적으로 항모 운용능력을 획득한 F4U-1D가 배치된 이후 커세어는 전쟁이 끝날 때까지 본격적인 전폭기로서 공중전과 지상공격 양쪽으로 대활약하였다.
이오지마 전투나 오키나와 전투등의 상륙전에서 커세어는 지상군에 근접 항공 지원을 제공하면서 카미카제와 그 호위기들을 상대로 함대 방공 임무를 수행하였다.
본토 공격시에는 살아남은 정예 조종사들을 모아 N1K-2 시덴카이를 운용하는 일본군의 특급 비행대인 343 항공대에게 번번히 기습을 허용하여 상당한 피해를 입었으나 통상 교전에선 우세하였으며 7월에 벌어진 343 항공대와의 마지막 교전에서는 되려 기습을 걸어 일방적인 전과를 거두었다. 미군 내의 통계로는 전쟁 말에 등장한 N1K나 Ki-84등의 고성능 적기를 상대로는 F6F 헬켓이 더 나은 전과를 거둔 것으로 기록되었으나 현대의 교차 검증 결과 당시 본토에서 작전한 커세어 비행대의 교전 보고서에 Ki-44나 Ki-61, A6M 등으로 분류된 항공기들의 대부분이 실제로는 Ki-84와 N1K였던 것으로 드러났다. VF-17 출신 VF-84 소속 에이스 파일럿이었던 로저 핸드릭은 F4U-1D를 Ki-84나 N1K보다 우수한 성능을 가진 것으로 언급하였다. 반면 수평 선회력을 공중전 능력의 척도로 삼던 일본군의 파일럿들은 위험 부담이 큰 선회전을 피하고 속도를 이용한 전투를 펼치는 커세어를 약한 기종으로 보는 경우도 있었다. 또 위의 미군과 마찬가지로 보고서에 그라망이라 분류된 적기가 실제로는 커세어인 경우도 많았다.
F4U-1D는 우수한 공중전 성능에 더해 11.75 인치 타이니 팀 로켓, 네이팜 폭탄, 클러스터 폭탄, 5인치 FFAR, 5인치 HVAR 등의 다양한 지상 공격 무장으로 뛰어난 지상 지원 능력을 선보였으며 신형 엔진과 4엽 프로펠러로 일신된 성능을 가진 F4U-4는 Ki-84와 교전에서 압도적인 성능을 보여주었으나 배치가 너무 늦어 활약할 기회가 적었다. F4U-4는 2차 세계대전에서 실전에 투입된 미국 전투기중 전반적인 고도에서 가장 빠른 기종이었다.
전쟁 기간중 이루어진 몇 번의 비교 테스트에서 커세어의 전체적인 전투력은 동시기 실전 배치된 미국의 일선급 전투기중 가장 뛰어난 것으로 드러났다.
커세어는 미국이 노획한 포케볼프 Fw 190에 비교된 경우도 있었다. 1944년 초에 이루어진 비교 테스트에서 F4U-1A는 저고도에서는 Fw 190 보다 훨씬 빨랐으나 고도가 올라갈수록 차이가 좁혀져 고고도에서는 약간 더 느린 것으로 나타났다. 상승력은 저속에서는 더 우수하였으나 고속에선 열세였으며 기동성으로는 압도했다. 이러한 결과에 대해 보고서는 테스트에 사용된 F4U-1A의 프로펠러 깃이 13 피트 4 인치 직경의 구형임을 언급하며 보급이 진행중인 신형 13 피트 1 인치 프로펠러 장착 기체의 경우 더 우수했을 것임을 명시하였다.
2차 세계 대전 동안 미국 해군과 미국 해병대의 커세어 출격은 F4U와 FG를 합하여 누계 64,051 소티로 이 가운데 함상에서의 작전 소티는 9,581 기(15%)에 불과하였고 대부분 육상 비행장에서 운용되었다. 격추한 적기는 2,140 대이고 피격된 수는 189 기로 격추율은 약 11.3:1이다.투하한 폭탄은 총 14,171톤으로 2차 세계대전에서 미국 전투기에서 투하된 폭탄의 70%가 커세어에 의해 투하되었다. 초기의 문제가 해결되고 우수한 전과를 거둔 커세어는 아름다운 모습과 우수한 성능, 뛰어난 활약으로 말미암아 '마리아나의 연인' 이나 '오키나와의 천사' 등으로 불리며 많은 조종사와 병사들에게 사랑받았다.

#### 영국 해군

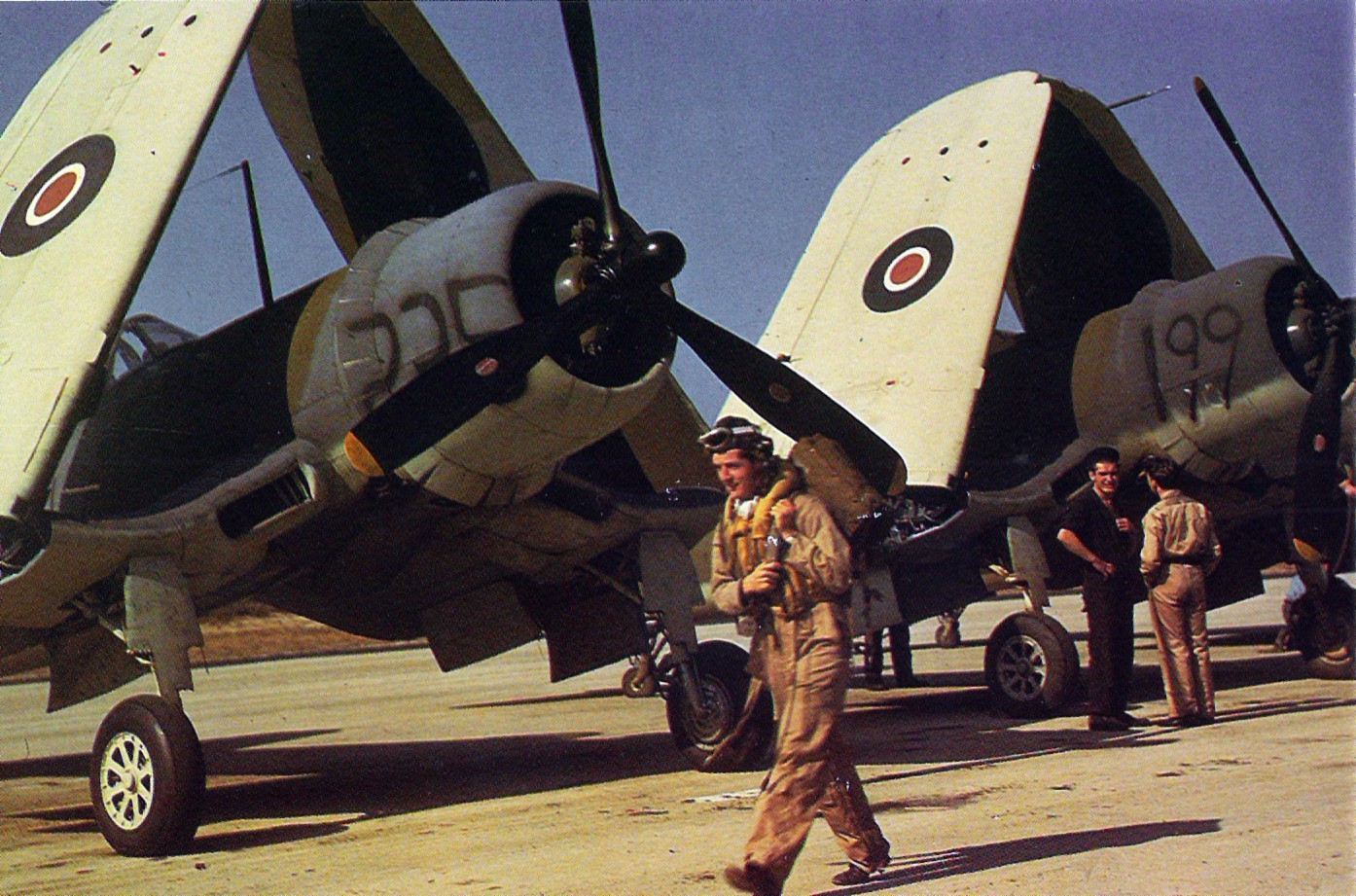
함대 항공단의 커세어. 1943년 퀀셋 포인트 항공 기지
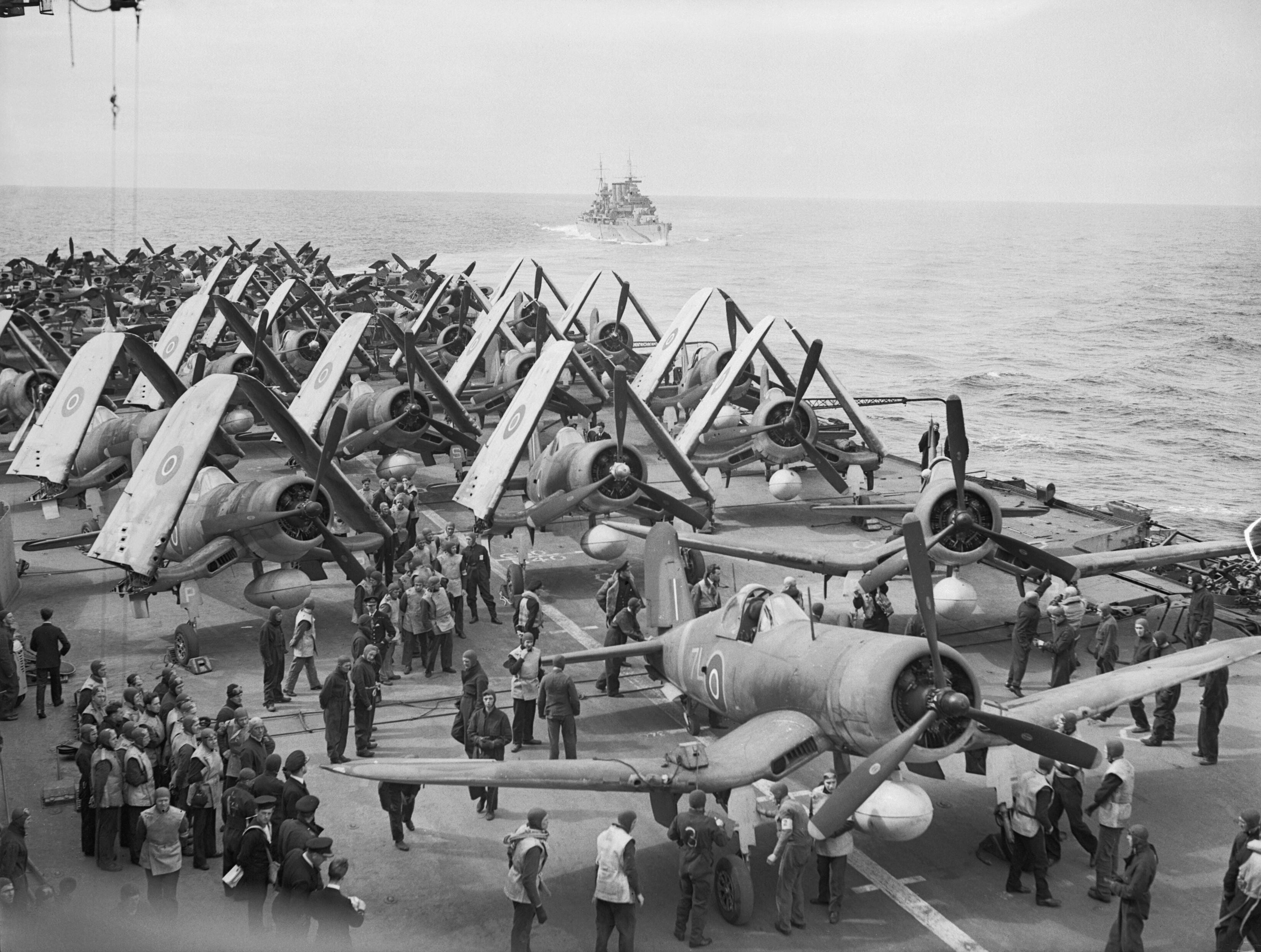
1944년 HMC 포미더블의 함상에서 출격 대기중인 커세어 비행 중대
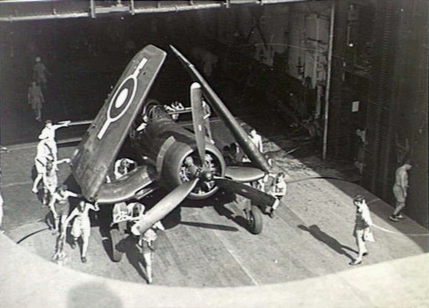
영국의 항공모함 [[HMS 글로리 (R62)|]]에 탑재된 커세어. 1945년 라바울. 영국 국가 표식 양 옆으로 보이는 막대는 1943년 미국에게 인수 받을 당시 미국 국가 표식이 있었던 흔적이다.

2차 세계대전 초기 영국 해군은 블랙번 스쿠아, 블랙번 록, 페어리 풀머와 같은 2인승 전폭기를 운용하고 있었다. 이들 전폭기는 애초에 장거리 폭격을 위해 디자인 된 것이었다. 영국 해군은 기동성이 좋은 1인승 함상 전투기가 필요하였고 서둘러 호커 씨 허리케인이나 슈퍼머린 시파이어와 같은 전투기를 개발하여 배치하였고 미국으로부터 F6F 헬켓도 공급받았다. 그러나 이들 전투기의 성능이나 작전 반경이 충분하지 않자 미국의 커세어를 도입하기로 결정하였다.
1943년 11월 영국 해군은 보우트사가 납품한 95 기의 F4U-1 커세어를 커세어 MK I으로 분류하여 배치하였다. 첫 비행중대는 미국 동부 연안에서 결성되어 훈련을 받은 뒤 대서양을 건넜다. 영국 해군은 커세어를 항공모함에 탑재하고 즉시 작전에 투입하였다. 작전이 실행되자 다수의 커세어의 착륙 특성 문제가 드러났고, 다수의 커세어가 이 과정에서 파손되었지만 영국 해군으로선 달리 방도가 없었다.
영국 해군에 납품되는 커세어는 영국의 항공모함의 격납고 크기에 맞추기 위해 윙팁이 8 인치(200 mm)정도 짧았다. 주익의 폭을 줄인데다 갑판의 활주로도 짧은 영국의 항공모함에서 운용된 커세어는 미국의 경우 보다 오히려 착륙 사고가 적었는데, 영국 해군의 조종사들은 착륙시 갑판이 보이지 않는 문제를 해결하기 위해 좌현 방향으로 돌아서 접근하면서 하반각을 이루는 날개뿌리 너머로 활주로를 확인하였기 때문이었다. 이 방법은 미국 해군의 함상 커세어 운용에도 전파되었다.
영국 해군은 F4U-1A 커세어를 차례로 도입하여 510 기를 추가로 배치하고 커세어 MK II로 호칭하였다. 커세어 MK II중 마지막 150기는 F4U-1D였으나 별도의 구분 없이 모두 MK II로 분류되었다. 이후 도입된 F3A-1 커세어 334 기와 F3A-1D 96기는 커세어 MK III 400 기의 FG-1/1A와 457 기의 FG-1D는 커세어 MK IV로 호칭되었다. 실제 전투에 투입된 기종은 MK II와 MK IV 뿐이었다. 몇 가지 개량을 거친 뒤 영국 해군은 아무런 문제 없이 커세어를 함상 전투기로 운용하였다. 심지어는 갑판이 작은 호위 항공모함에서도 이착륙에 문제가 없었다. 영국은 총 2,012 기의 커세어를 공급받았다.
영국의 첫 함대 항공단은 미국 퀀셋 포인트 항공 기지에서 결성된 1830 비행 중대로 HMA 일러스리어스에 배속되었다. 1945년 7월에서 8월사이 영국의 함대 항공단 소속 1834, 1836, 1841, 1842 비행 중대는 일본 본토 공격에 참가하였다.
저명한 영국인 테스트 파일럿이었던 에릭 브라운은 커세어에 대하여 악평하였다. 그의 작은 체구에 비해 초기형 커세어의 조종석은 너무 깊고 넓었다. 브라운은 시야와 조종면에서 곤란을 겪었고 커세어를 테스트 하는 동안 기체와의 그 어떤 교감도 가질 수 없었다고 언급했다. 브라운이 테스트한 커세어는 Mk I 초기형이었으며 포케볼프 Fw 190 A-4나 그루먼 F6F-3 헬켓이 훨씬 우수한 것으로 평가했다. 그러나 그는 다른 책에서 커세어가 평가하기 어려운 항공기임을 인정하기도 하였다.
반면 실전에서 커세어를 운용한 왕립 해병대 유일의 에이스 로니 헤이와 같은 파일럿은 커세어의 넓고 편안한 콕핏에 매우 만족하였으며 커세어를 핼켓의 더 나은 대체제로 높이 평가했다.

#### 뉴질랜드 공군

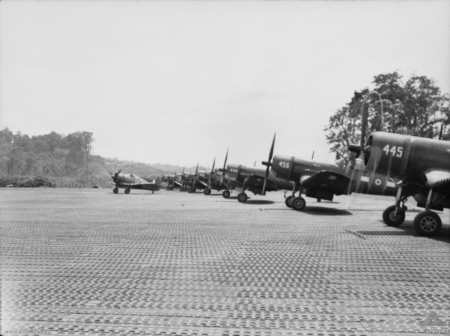
오스트레일리아 공군의 전투기 CAC 부메랑과 함께 있는 뉴질랜드 공군의 커세어. 1945년 부갱빌 전투

뉴질랜드 공군은 태평양 전쟁 초기 커티스 P-40 워호크를 운용하였다. 뉴질랜드 공군의 비행 중대는 미국 보다 실적이 좋았다. 미국 정부는 항공모함이 없던 뉴질랜드의 육상 비행장에 배치할 커세어를 제공하였다. 뉴질랜드 공군은 미국으로부터 인수한 424 기의 커세어를 새로운 주력 전투기로 사용하였다. 처음 인도받은 F4U-1A는 공식적인 전시 디자인은 아니었고, 이후 F4U-1B가 추가로 배치되었다.

#### 독일 공군, 일본
1944년 7월 18일 영국 해군 1841 비행 중대 소속 F4U-1A 커세어인 JT404호는 독일 전함 티르피츠를 폭격하려고 했던 마스코트 작전의 후속 임무인 대잠 경계를 위해 HMS 포미더블에서 이륙하였다. 편대는 페어리 배러쿠더 전폭기와 함께 비행하였고, JT404호는 기체 결함으로 노르웨이 보되 북쪽의 하마뢰이에 비상 착륙하였다. 조종사 매트솔리 중위는 포로가 되었고, 기체는 손상을 입지 않은 채로 독일군의 손에 넘어갔다. 독일군은 조종사에게 비행기의 날개를 접는 방법을 캐물었지만 답변을 듣지 못했다. 커세어는 날개가 펼쳐진 채로 추가 조사를 위해 나르빅까지 운반되었다. 독일 공군은 레흘린-라르츠 비행장에서 커세어를 조사하였다. JT404호는 전쟁중 독일군에 나포된 유일한 커세어였다.
1945년 미국 해군의 F4U 커세어 2 기가 가수미가우라 비행 학교 인근에서 격추되었다. 일본 항공대는 두 대의 부품을 합쳐 그럭 저럭 날 수 있는 한 대를 만들었고, 시험 비행을 하였다.

### 한국 전쟁

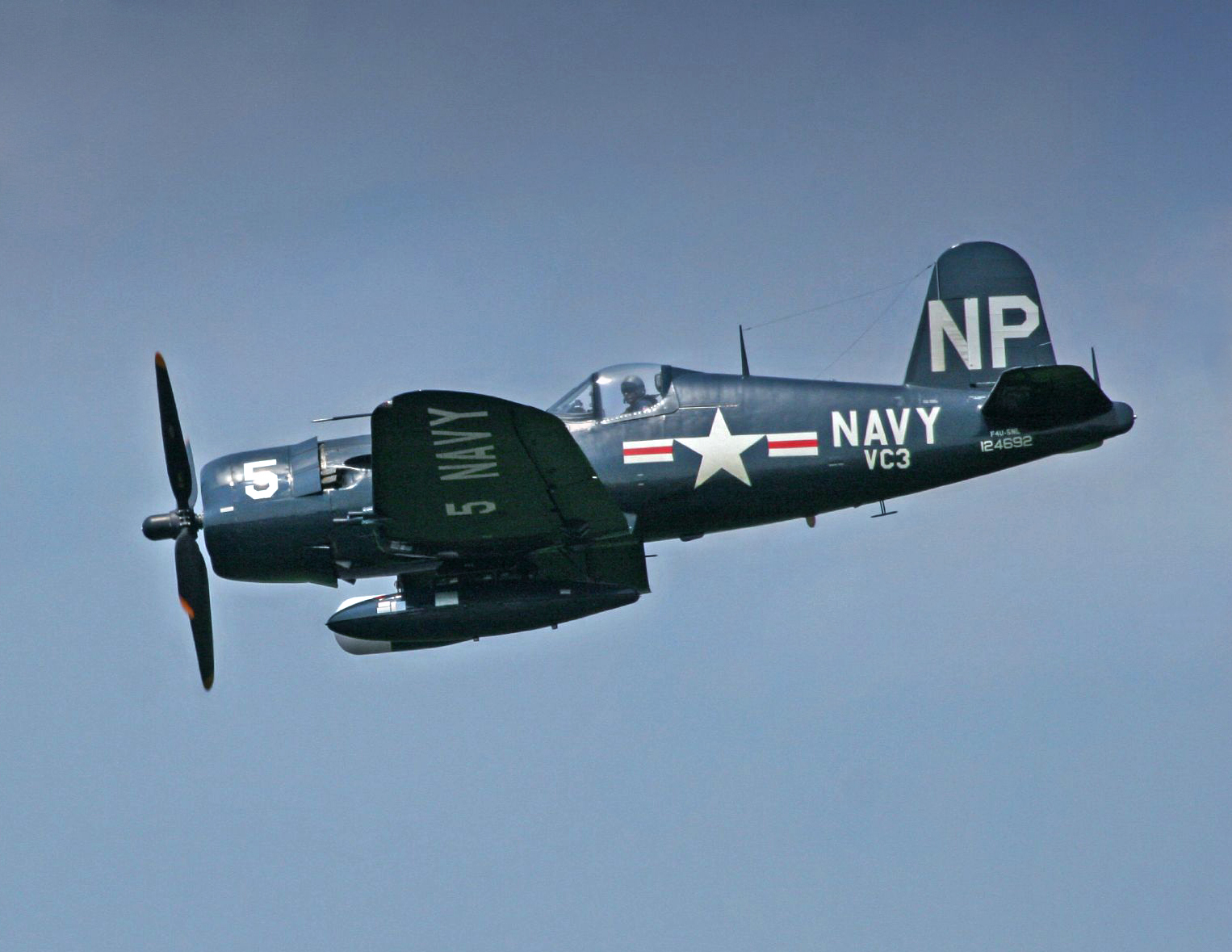
미국 해군의 F4U-5NL 커세어. 우익에 항공 간섭 레이다가 장착되어 있고 동체 아래에 154 겔론의 연료 탱크를 장착하였다. 2006년 9월 7일 제니시오 에어쇼

한국 전쟁 동안 커세어는 공중 지원 전투기로 사용되었다. F4U-5를 바탕으로 개발된 AU-1 커세어는 저공 비행을 하며 공대지 공격을 담당하도록 설계되었다. 엔진은 프랫 앤 휘트니사의 R-2800-83W를 사용하였고 수동으로 조작되는 슈퍼차저를 장착하였다. 한국 전쟁 기간 동안 사용된 커세어의 기종은 AU-1, F4U-4B, -4P, -5N 그리고 5-NL 이었다. F4U 커세어는 한국 전쟁 초기 북한군 소속 야코블레프 Yak-9와 격추전을 벌여 승리했다. 그러나 소련이 미코얀-구레비치 MiG-15를 전투에 배치하기 시작하자 커세어는 더 이상 우위를 다툴 수 없게 되었다. 1952년 9월 10일 미국 해병대의 제시 G. 폴머 대위는 MiG-15와 격추전을 벌였다. 미그기의 조종사가 선회에서 실수 하자 폴머 대위는 기관포로 미그기를 격추 시켰다. 그러나 몇 분 뒤 다른 MiG-15의 공격에 폴머는 격추되었고 간신히 탈출할 수 있었다. 폴머는 가벼운 부상을 입고 구조되었다.
F4U-5N와 -5NL는 야간 작전에 투입되어 기차와 트럭 등의 보급로를 공격하였고, 더글라스 C-47 스카이트레인과 같은 수송기를 호위하였다. C-47 스카이트레인은 야간 전투에서 적진의 위치를 표시하기 위한 마그네슘탄을 투하하는 임무를 맡았다. 이 외에도 커세어는 대포나 탱크 등의 지상 목표를 폭탄과 로켓으로 폭격하는 임무를 수행하였다. 커세어는 대전차로켓인 11 인치 티니 팀으로 무장하였다.

### 프랑스 해군 항공단

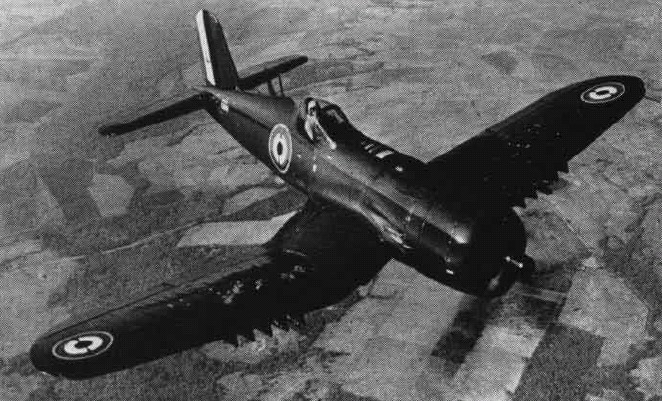
프랑스 해군 항공단의 표식을 달고 비행하는 F4U-7 커세어

2차 세계대전 이후 프랑스 해군은 미국과 영국으로부터 항공기를 인수받아 프랑스 해군 항공단을 창설하였다. 프랑스에 인도된 커세어는 F4U-7로 커세어 시리즈의 최종 모델이었다. 시작기인 XF4U-7은 1952년 7월 2일 비행 시험을 거쳤으며 프랑스 해군은 총 94 기의 커세어를 항공단에 배치하였다. 1953년 1월 31일 마지막 출고를 끝으로 커세어는 단종되었다. F4U-7은 애초에 미국 해군이 발주한 것이었으나 미국의 군사 원조 프로그램에 따라 프랑스로 인도되었다. 프랑스 해군은 F4U-7 커세어를 제1차 인도차이나전쟁에 투입하였다. 커세어 조종사들 가운데 최소 25명은 2차 세계대전과 한국 전쟁에서 경험을 쌓은 미국 해병대 출신이었다.
1953년 프랑스 해군 항공단의 14 비행 중대는 튀니지 인근의 카루바 비행기지에서 첫 커세어를 인수받았다. 이들은 1954년 4월 17일 베트남의 다낭에 비행기 없이 도착하였고, 커세어는 다음날 미국의 항공모함 USS 사이판에 실려왔다. 프랑스 항공모함 딕스무드는 남베트남을 돌아 1954년 9월에 도착하였고 커세어를 탑재하였다. 이들은 베트남의 독립을 막고자 벌인 제1차 인도차이나전쟁에서 패배하였다. 패전 후 미국 해병대 출신의 조종사들은 필리핀의 미국 해군 기지로 돌아갔고, 프랑스 해군 항공단도 커세어로 구성된 15 비행 중대를 남베트남으로 이동시켜 주둔하였다. 베트남 전쟁 당시 프랑스의 커세어는 유선 유도 방식의 대전차 미사일인 SS.11을 사용하였다.
1956년 수에즈 사태가 발생하자 프랑스 해군 항공단은 커세어를 운용하는 14 비행 중대와 15 비행 중대를 총사 작전에 투입하였다. 작전에 투입된 커세어는 표식을 위해 노란색과 검은색 띠무늬를 날개와 동체에 그려넣었다. 이들은 알렉산드리아에 정박 중인 이집트 해군의 전함을 폭격할 예정이었으나 미국 해군의 전함이 임무를 먼저 달성하여 실재 폭격은 이루어지지 않았다. 11월 3일 16 기의 F4U-7 커세어가 나일강 삼각주에 있던 이집트측 비행장을 공격하였다.
수에즈 사태가 끝난 뒤 프랑스 해군 항공단은 커세어를 항공모함 보아 벨뢰에 탑재하여 알제리 전쟁에 투입하였다. 알제리 전쟁에서 커세어는 1962년까지 운용되었다.
프랑스는 1956년 튀니지의 독립을 인정하였지만 1961년까지 비행 기지를 주둔시켰다. 튀니지는 비행 기지의 철수를 요청하였으나 프랑스가 이를 받아들이지 않자 1961년 7월 비행장을 공격하였다. 3일간 치루어진 전투에서 프랑스 공병대는 12 비행 중대와 17 비행 중대의 커세어로부터 엄호를 받으며 기지 탈환을 시도하였다. 그러나 튀니지군은 비행장을 점령하고 격납고의 커세어들을 파괴하였다.

### 축구 전쟁

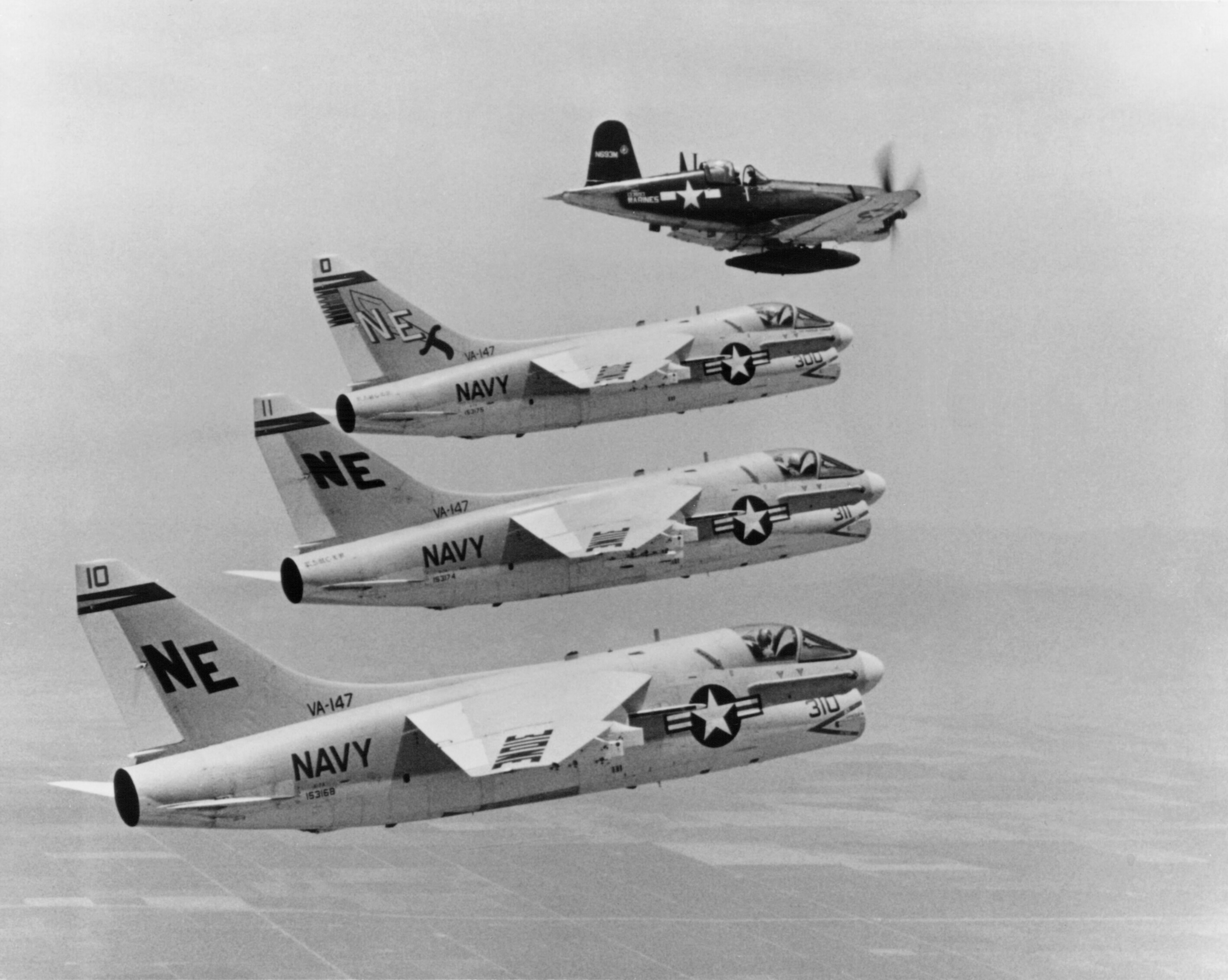
F4U-7 133693 – N693M에 탑승하여 A-7 콜세어 II 편대를 이끌고 있는 린 게리슨

커세어가 마지막으로 전투에 가담한 것은 1969년 온두라스와 엘살바도르 사이에 있었던 축구 전쟁이다. 두 나라는 모두 미국으로부터 커세어를 인도받아 배치하였고 이를 전쟁에 투입하였다. 축구 경기의 결과를 놓고 일어난 이 전쟁에서 1969년 7월 17일 온두라스 공군의 페르난도 소토 대위는 엘살바도르 공군의 전투기 세 대를 격추하였다. 그가 격추한 전투기는 캐벌리어 무스탕 1기와 FG-1 커세어 2기이다. 이 격추전은 피스톤 엔진을 장착한 전투기 사이에 일어난 마지막 격추전으로 알려져 있다. 엘살바도르 공군이 격추한 온두라스측 전투기는 한 대도 없었다. 축구 전쟁 이후 엘살바도르 공군은 한국 전쟁 당시의 에이스였던 밥 러브를 비롯한 몇 명의 미국인을 영입하였다. 이 때 함께 엘살바도르에 들어간 린 개리슨은 전투에 투입될 것으로 예상하고 1964년 프랑스 해군에서 퇴직할 때까지 몰았던 자신의 애기 F4U-7 133693을 요청하였다. 그러나 미국인 조종사들이 전투에 투입되는 일은 일어나지 않았다. F4U-7 133693은 N693M으로 재등록되었다가 1987년 캘리포니아 샌디에고 상공에서 추락하여 파괴되었다.

## 파생 모델

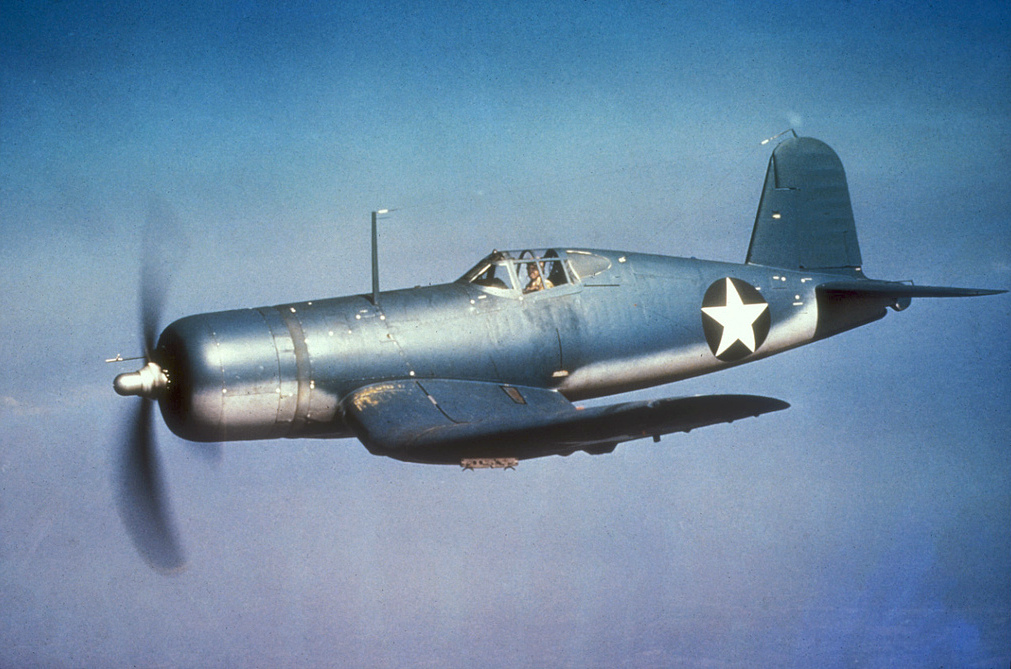
비행중인 초기 F4U-1
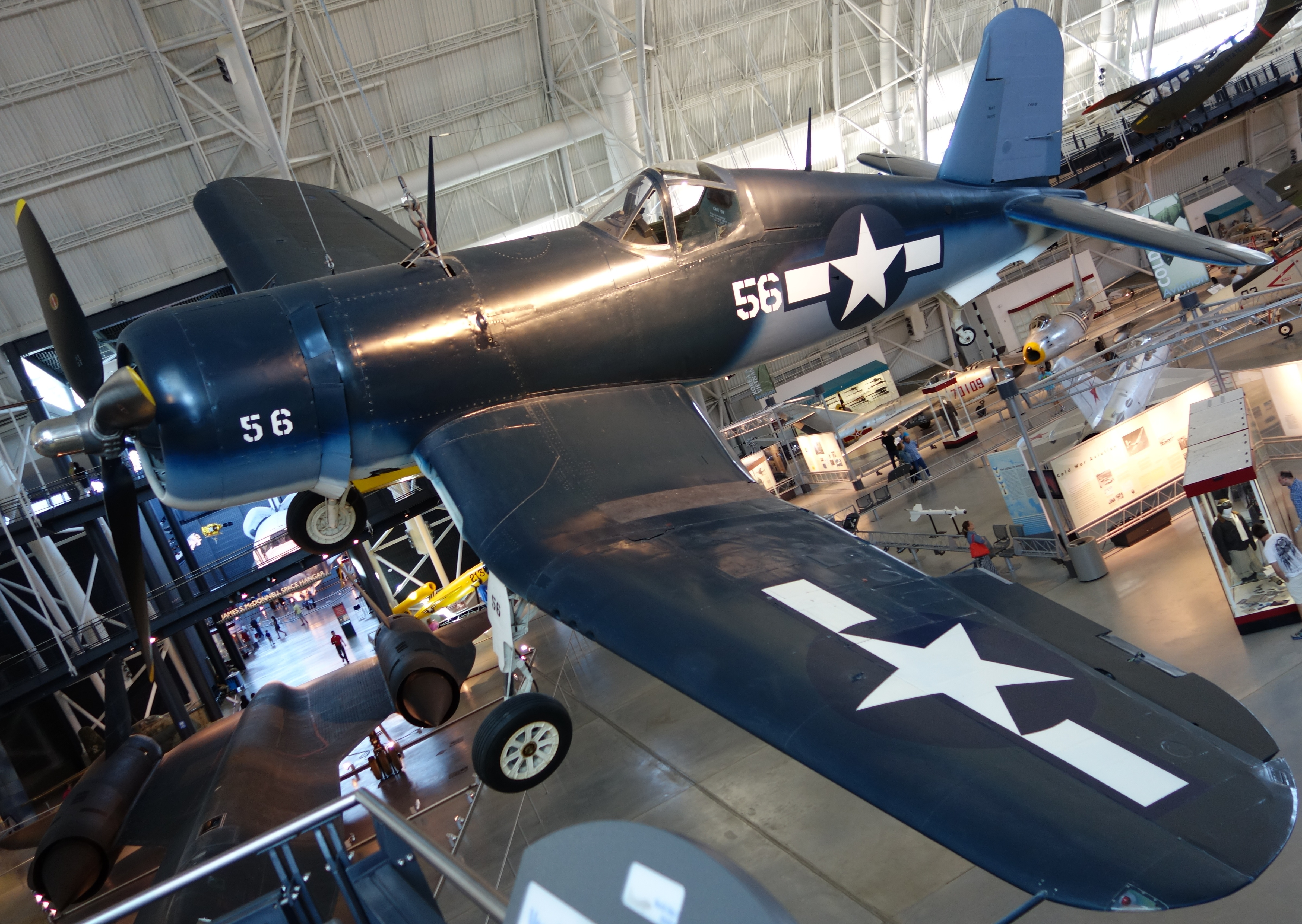
미국 국립 항공 우주 박물관에 전시중인 커세어
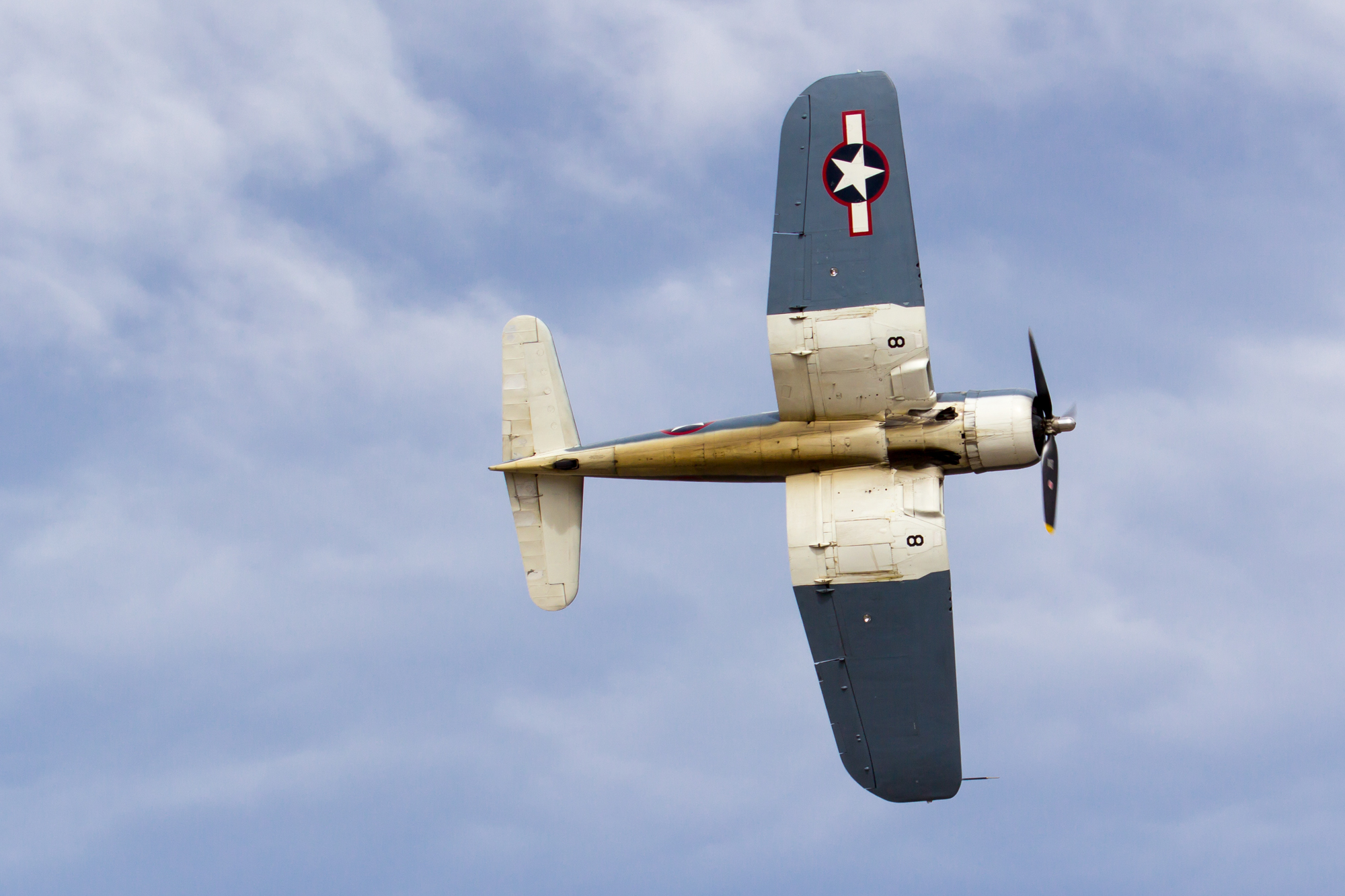
커세어의 아랫면 모습
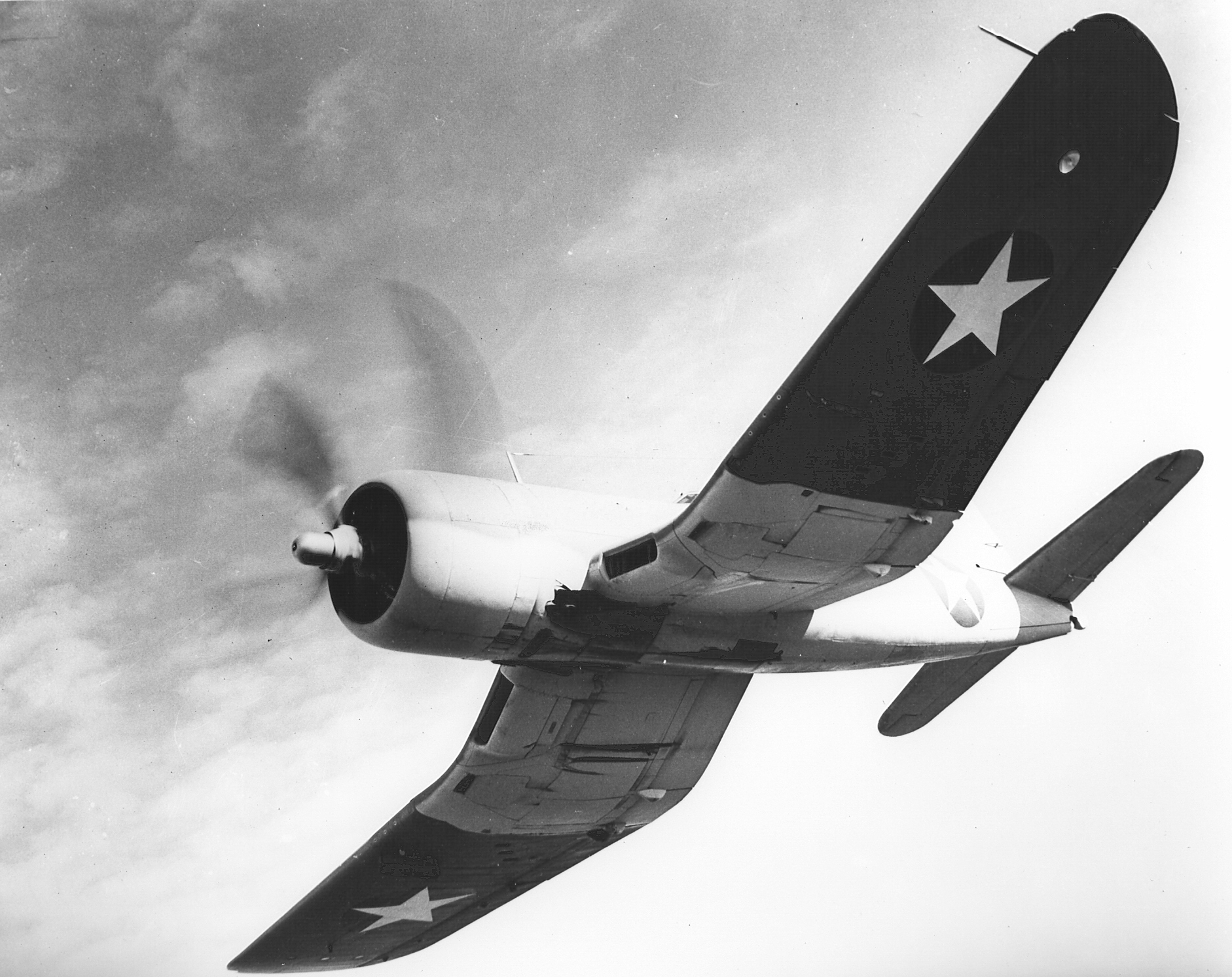
F3A-1
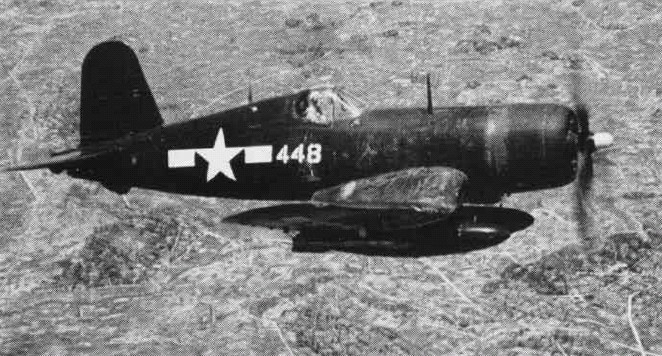
한 장의 아크릴 수지로 제작된 "블로운" 캐노피를 장착한 굿이어 FG-1D
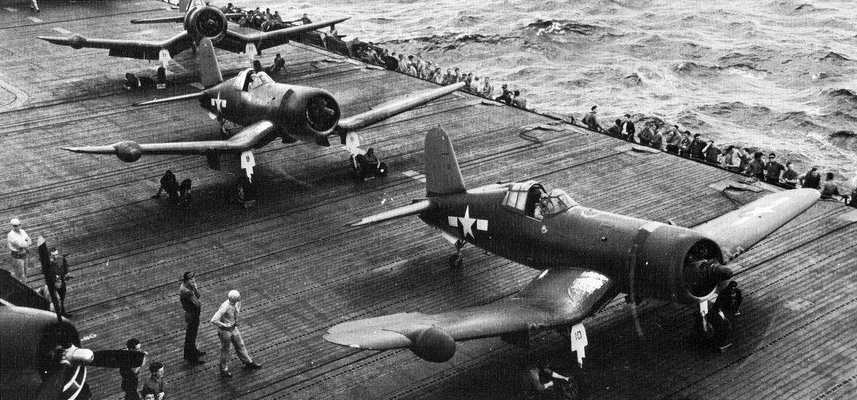
USS 인터레피드에 탑재된 F4U-2
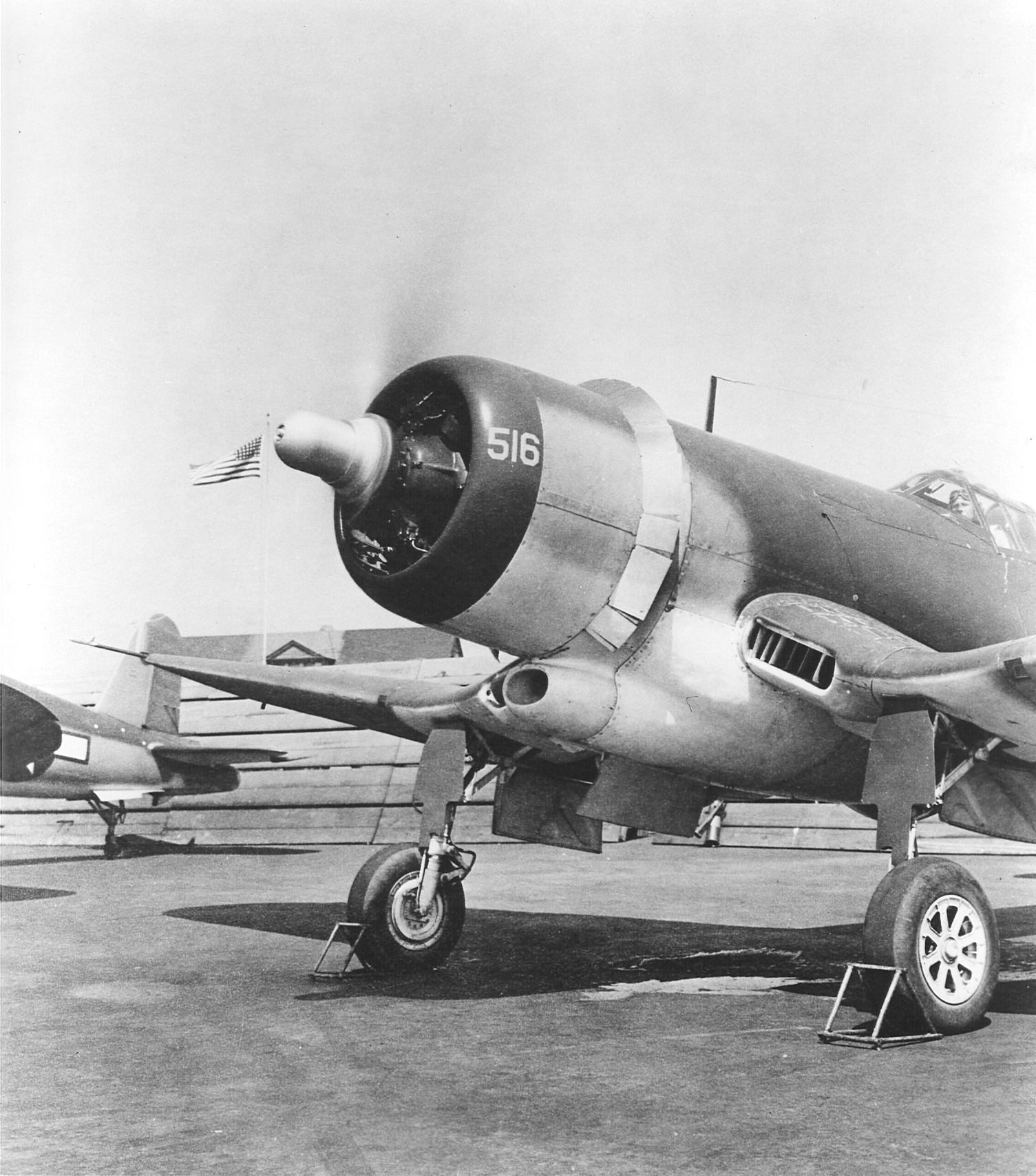
XF4U-3, 1946년
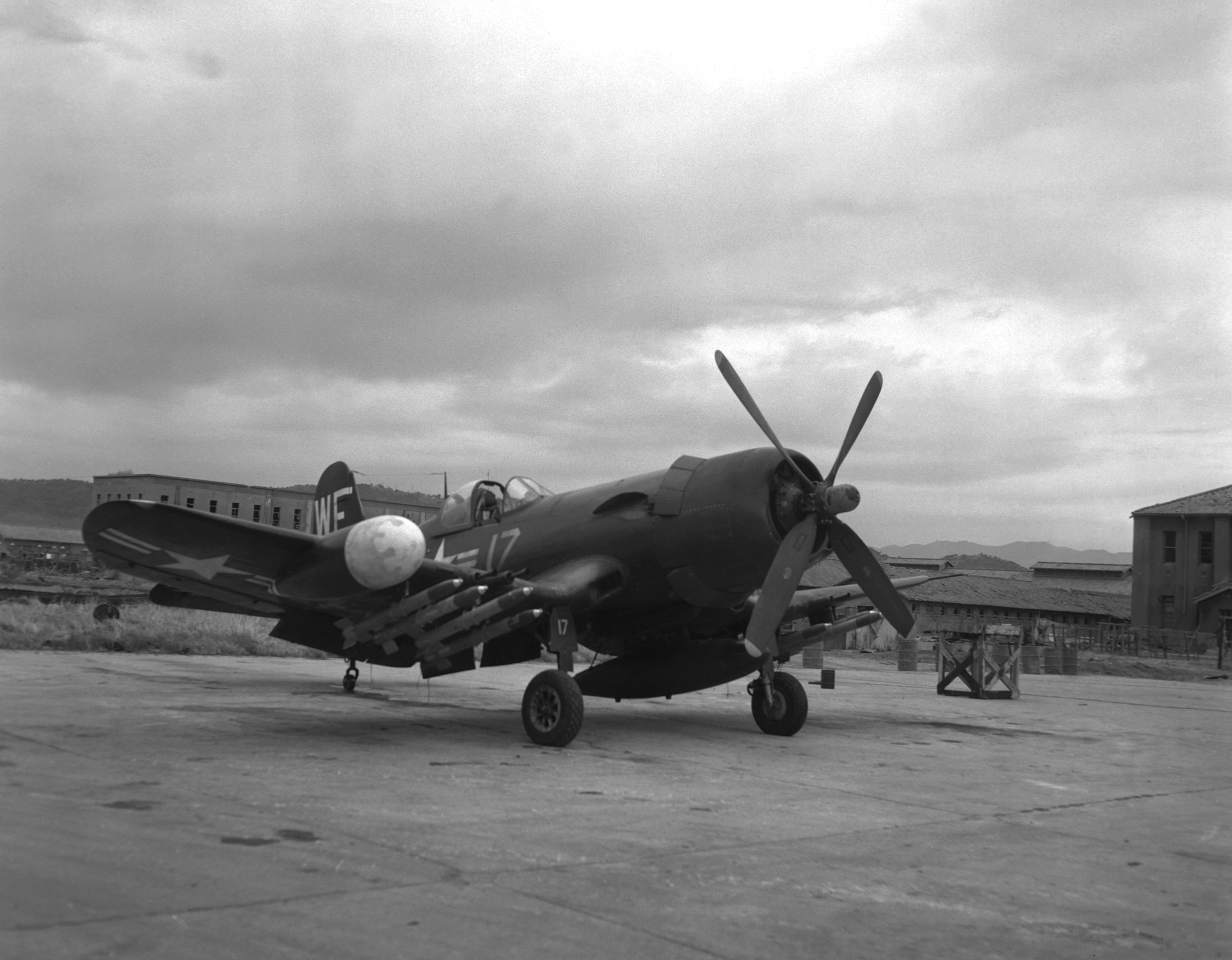
1950년 한국 전쟁에 참전한 VMA-513(미국 해병대 513 비행 중대) 소속의 F4U-5N. 원산시
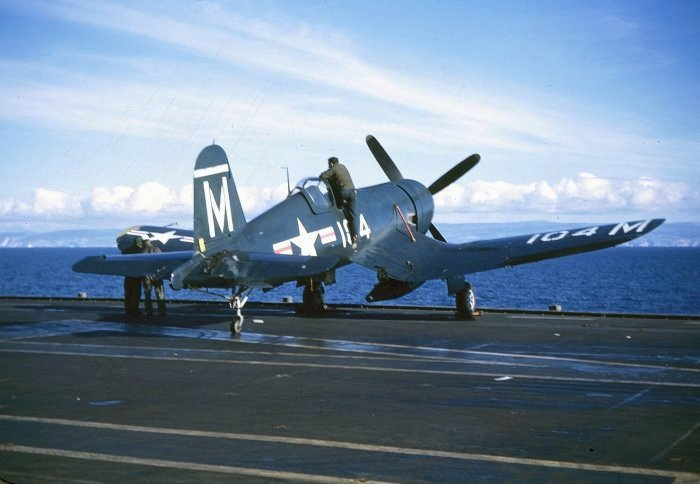
USS 미드웨이에 탑재된 F4U-4
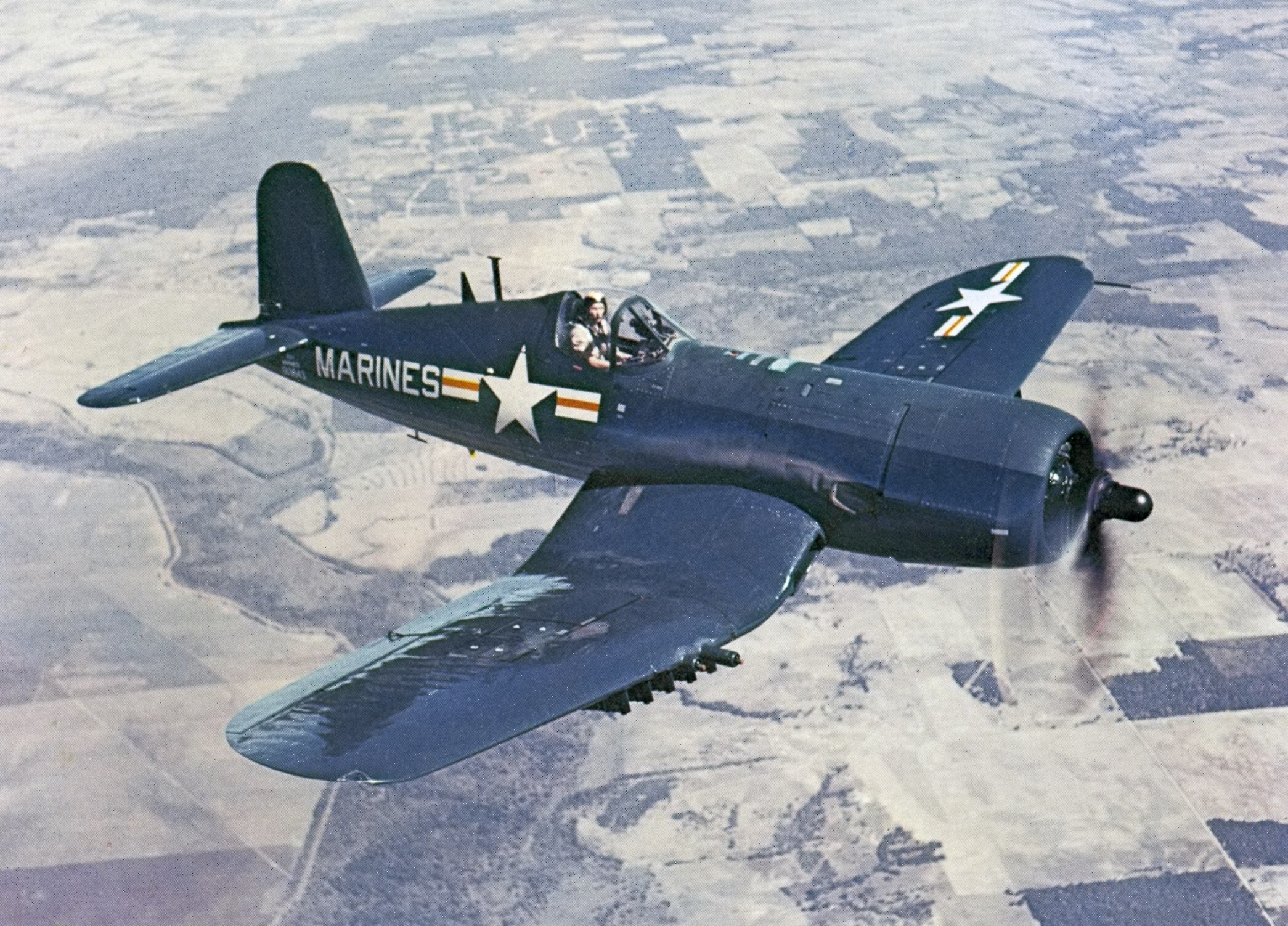
갖 출고된 AU-1. 1952년

2차 세계대전 기간 동안 커세어는 보우트사와 브루스터, 굿이어로 나뉘어 생산되었고, 미국 해군과 해병대, 영국 해군, 프랑스 해군 항공단에서 사용되었다. 전체 제조량은 12,500 기로 16 종의 파생 모델이 있었다.
- F4U-1 (영국 해군명 Corsair Mk I): 버드케이지 형태의 캐노피를 장착하였으며 조종석이 낮았다. 시작기인 XF4U-1과 비교하면 무장을 6정의 브라우닝 기관총으로 교체하였고 폐쇄형 연료 탱크는 조종석보다 앞쪽으로 옮겨 단 것과 같은 변형이 있었다.[86] Vought also built a single F4U-1 two-seat trainer; the Navy showed no interest.[87]

- F4U-1A (영국 해군명 Corsair Mk II): 이 형식명은 공식적인 것은 아니다. 2차 세계대전 기간동안에는 F4U-1으로 호칭되었으나 초기 제작과 달라진 점을 구분하고자 사후에 명명하였다.[29][88] 아크릴 수지 캐노피를 두 개의 프레임으로 구성하였고 영국 해군의 요청에 의해 말콤 후드 형태로 바꾸어 시야를 넓혔다.[89]

- F3A-1 (영국 해군명 Corsair Mk III[90] ): 브루스터 생산 라인에서 제조된 F4U-1의 모델명으로 700 기가 제작되었다. 제조 기술의 부족으로 날개에서 실속 현상이 발생하였기 때문에 전선에 투입되지는 않았다.[91]

- FG-1 (-1A & -1D) (영국 해군명 Corsair Mk IV): 굿이어 생산 라인에서 제조된 커세어로 보우트 F4U-1과 동일한 규격을 지녔다.[92] 초도 생산은 1943년 2월에 완료되었고[93] 1943년 4월까지 제조되었다.[94] 굿이어는 전후에도 4,006 기의 FG-1 커세어를 생산하였고 이 가운데 60 기는 뉴질랜드 공군으로 인도되었다.[95] 그 외에 400 기의 FG-1/-1A와 457 기의 FG-1D가 영국 해군으로 인도 되었다.[96] FG-1/-1A 커세어는 종종 "육상용" 또는 "고정익" 이라고 불렸는데 미국 해병대가 육상 비행장에 배치하여 운용하며 윙폴딩 기능이 제거되었기 때문이다.[97] 그러나 104 기의 FG-1A가 영국 항공모항에 탑재되어 함상기로 운용되었다.[98] 레이다를 장착한 FG-1E, 정찰기로 운용된 FG-1K[99] 등의 파생 모델이 있었고, 터보 슈퍼차저를 장착한 FG-3, F4U-4 제원에 맞추어 제작된 FG-4 등의 굿이어 후속 모델이 있었다.

- F4U-1B: 비공식적 변형이 있는 영국 해군용 커세어이다.[29]

- F4U-1C: F4U-1C의 시작기인 BuNo50277는 1943년 8월에 제조되었고1944년 11월까지 모두 합쳐 200 기가 제작되었다. F4U-1D와 동시에 개발되었으며 기본 구성도 같았다.[73] 6정의 12.7 mm 브라우닝 기관총 대신 4정의 히스파노-수이차의 20 mm 기관포가 장착되었으며 총 장탄수는 924 발이었다.[100] 생산 수가 적었기 때문에 주력으로 운용한 경우는 VF-85와 VMF-311 등의 일부 비행대에 한정되었다. 투입 초기시에 고공에서의 프리징 문제가 발견되어 새 오일을 바르고 오일 히터를 설치하는 등의 개량이 있었다.

- F4U-1D (영국 해군명 Corsair Mk II ): F4U-1C와 동시에 개발되었으나 생산은 1944년 4월부터 시작되었다. 물 분사기를 장착하여 엔진의 최대 출력을 250 마력가량 더 높였다. 미국 해군은 이를 전폭기로 사용하여 로켓탄을 장착하였다. 영국 해군은 F4U-1A와 -1D 모두 커세어 Mk. II로 명명하였다.[101] 캐노피의 방풍창을 방탄형으로 바뀌었다.[102]

- F4U-1P: 사진 정찰용으로 제작된 것으로 생산수는 적었다.[103]

- XF4U-2: 야간 전투용으로 개발되어 두개의 보조 탱크를 장착하였다.[99]

- F4U-2: 야간 전투용으로 개발된 커세어. 32 기만이 생산되어[104][105] USS 엔터프라이즈와 USS 인터레피드에 탑재되었다.

- XF4U-3: 기존의 커세어와는 다른 엔진을 장착한 시작기. FG-3의 개발에 참조가 되었으나 양산을 하지는 않았다.[106]

- XF4U-4: 엔진과 환기용 갓을 바꾸어 제작한 시작기.[99]

- F4U-4: 2차 세계 대전 중 마지막으로 개발된 커세어 파생 모델이다. 1944년 후반부터 미국 해군에 배치되었다. 18개의 실린더가 달린 2,100 마력(1,600 kW) 엔진을 장착하였고 한 쌍의 슈퍼차저로 효율을 올렸다. 물과 알콜을 혼합한 부스터를 주입하면 일시적으로 2,800마력(1,830 kW)까지 출력을 올릴 수 있었다.[107] 최고 속도는 시속 746 Km였고, 상승률은 분당 1,454 m였다.[108] -4B, -4E, 4-N 등의 파생 모델이 있었으며[109] F4U-4P는 사진 정찰용이었다.[103]

- F4U-5: 2차 대전 이후인 1945년 12월 첫 시험 비행을 마친 파생 모델이다.[110] R-2800-32(E) 엔진을 장착하였고 출력은 2,760 마력 (2,060 kW)이었다. /-5N, -5NL, 5P 등의 파생 모델이 있었다.

- AU-1: 미국 해병대가 지상 공격용으로 요청한 모델로 조종석과 연료탱크를 보호하기 위한 외부 장갑을 추가하였다. 장갑의 추가로 완전 무장하였을 때 F4U-4 보다 20%가량 무거웠다. 한국 전쟁 중인 1952년 첫 배치가 이루어졌고 1957년 퇴역하였다. 후속 모델로 F4U-6가 있다.[111][112][113]

### 슈퍼 커세어

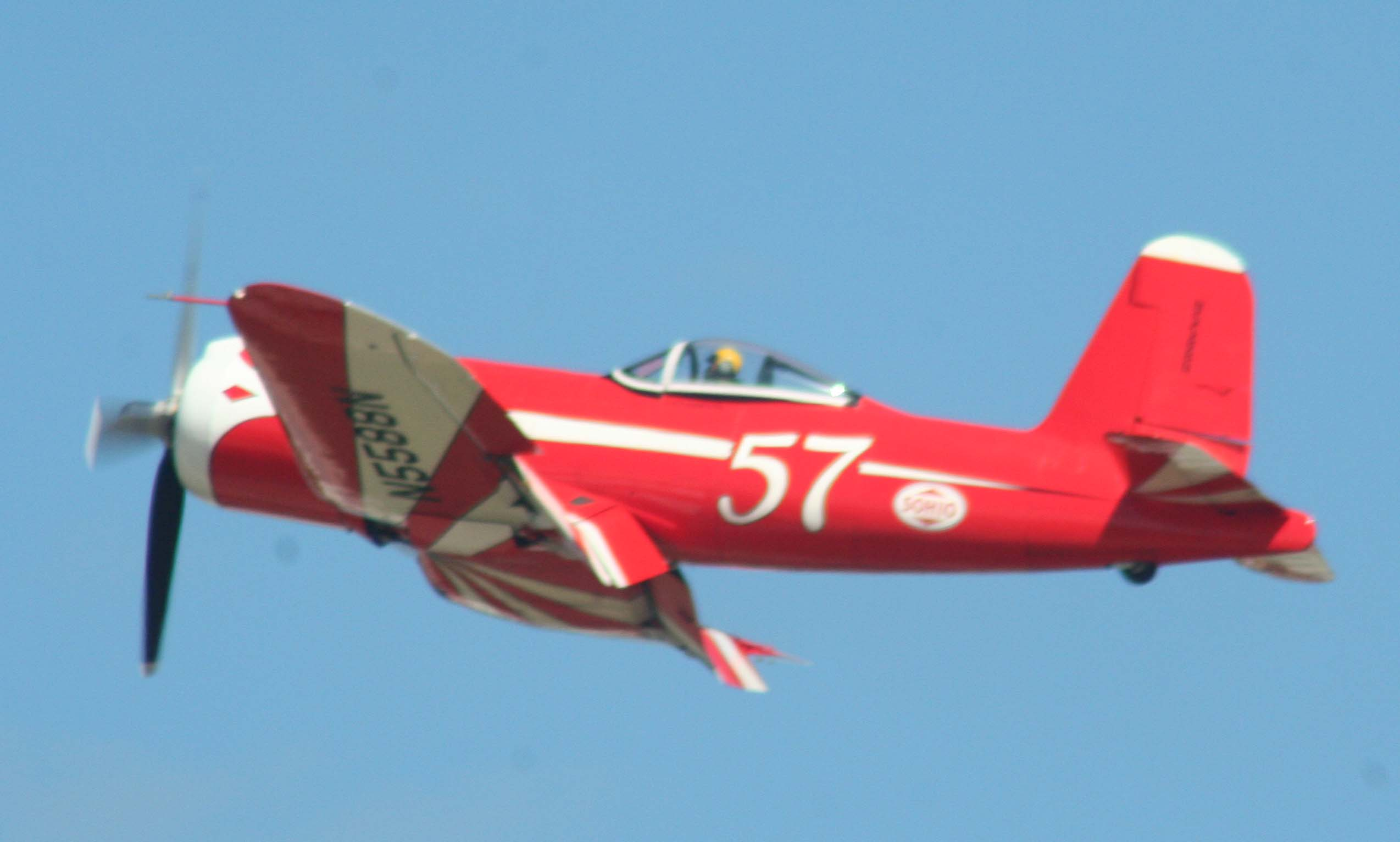
F2G-1 BuNo 88458(Race 57). 2005년 위스콘신주 오시코시 항공 경연 당시 비행 모습

1944년 3월 프랫 앤 휘트니 사는 보우트 항공으로부터 F4U-1에 장착될 수 있는 4열 28 실린더를 장착한 성형 엔진을 주문받았다. 이렇게 만들어진 P&W R-4360 엔진이 장착된 F2G-1 과 F2G-2 커세어는 다른 기종과는 확실히 구분되는 출력을 자랑하였다. F2G-1은 날개를 접을 수 있는 형태로 개발되었으며 항공모함에 탑재 가능한 가장 큰 크기인 13 ft (4.0 m)의 프로펠러를 장착하였다. XF2G-1s BuNo 14691, 14692, 14693 (Race 94), 14694 (Race 18), 그리고 14695의 시리얼 번호가 부여된 다섯 기의 시작기가 만들어졌고, F2G-1은 BuNo 88454 (워싱턴주 시에틀 항공 박물관에 전시중), 88455, 88456, 88457 (Race 84), 88458 (Race 57)의 다섯 기, F2G-2는 BuNo 88459, 88460, 88461, 88462, and 88463 (Race 74) 다섯기를 합하여 10 기가 제작되었다. 전후 5기의 F2G 커세어가 경주용으로 판매되었고 1947년에서 1949년 사이 톰슨 트로피 레이스에서 우승하였다. 이들 레이스용 커세어 가운데 현재까지 남아 있는 것은 FG2-1의 BuNos 88454, 88458 (Race 57) 두 기와 F2G-2의 BuNo 88463 (Race 74) 한 기 뿐이다. BuNo 88463은 2011년 7월 창정비를 마치고 계속 운용되었지만 2012년 9월 추락하였다.

## 운용국
| 나라       | 배속 기관                              | 기간                      | 기종                                        | 배치 수량      |
| ---------- | -------------------------------------- | ------------------------- | ------------------------------------------- | -------------- |
| 아르헨티나 | 아르헨티나 해군 아르헨티나 해군 항공단 | 1956년 - 1968년           | F4U-5/5N/5NL                                | 26             |
| 엘살바도르 | 엘살바도르 공군                        | 1957년 - 1976년           | F4U/FG-1D                                   | 25             |
| 프랑스     | 프랑스 해군 프랑스 해군 항공단         | 1954년 - 1964년           | F4U-7                                       | 94             |
| 온두라스   | 온두라스 공군                          | 1956년 - 1979년           | -                                           | 19             |
| 뉴질랜드   | 뉴질랜드 공군                          | 1944년 - 1949년           | FG-1D                                       | 368            |
| 영국       | 영국 해군 항공대                       | 2차 세계 대전             | Corsair I Corsair II Corsair III Corsair IV | 95 510 430 977 |
| 미국       | 미국 해군 미국 해병대                  | 2차 세계 대전 - 한국 전쟁 | 전기종                                      | 1만대 이상     |

## 현존하는 커세어
미국의 연방항공국은 미국 내에 45기의 F4U 커세어를 개인 보유하고 있다고 파악하고 있다. 레드불의 비행팀인 플라잉 불스가 F4U-4 커세어 시리얼 넘버 96995를 보유하고 있다. 이 외에도 과거 운용 국가인 아르헨티나, 뉴질랜드, 영국 등에 커세어가 남아있다.

## F4U-4의 제원
F4U-4의 제원은 다음과 같다.
- 일반특성
  - 승무원: 1 명

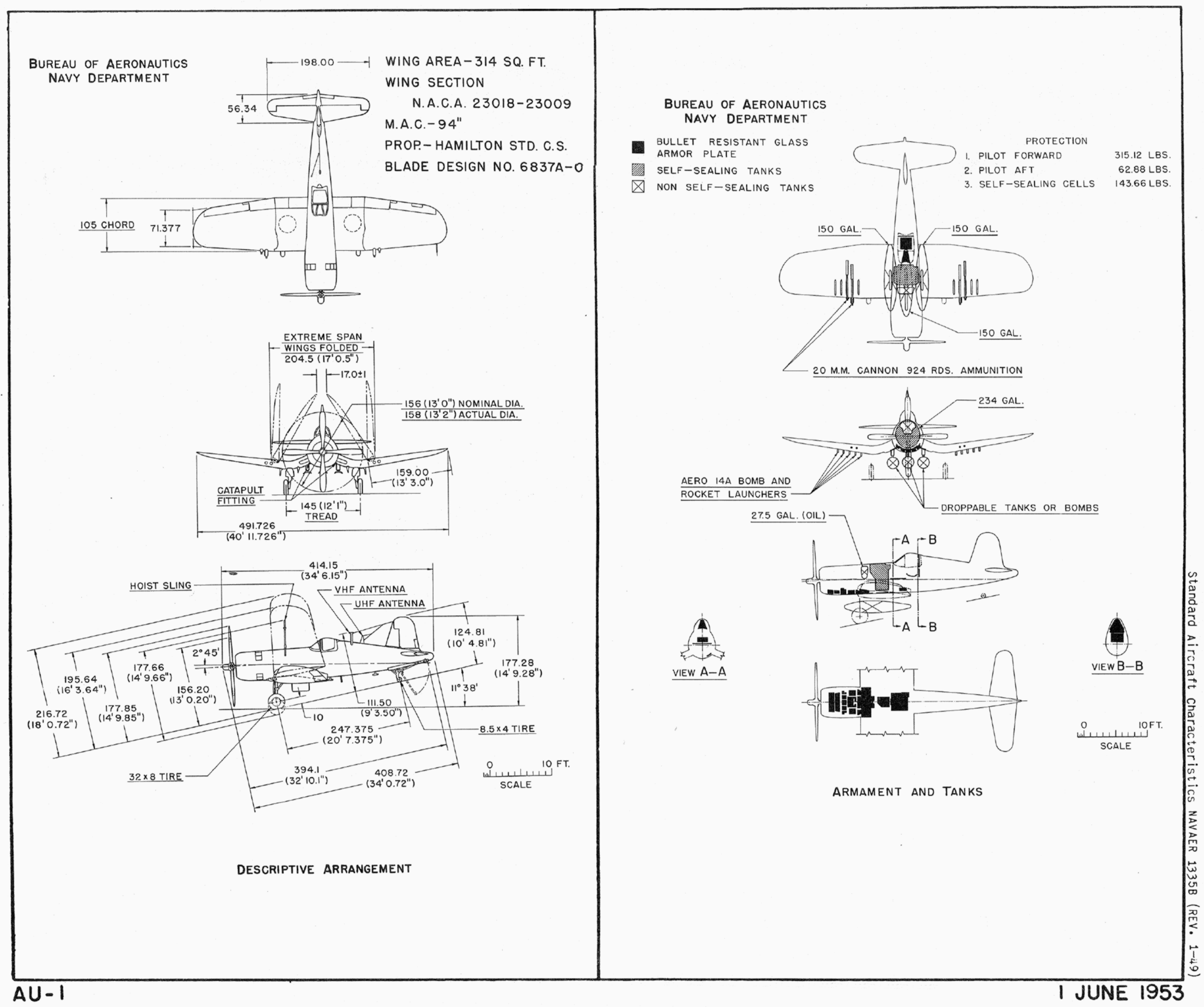
AU-1 커세어 표준 제원

  - 동체 길이: 33 ft 8 in (10.26 m)
  - 날개 길이: 41 ft 0 in (12.50 m)
  - 높이: 14 ft 9 in (4.50 m)
  - 공중량: 9,167 lbs (4,158 kg)
  - 엔진: 프랫 앤 휘트니 R-2800-18W 성형 엔진
  - 프로펠러: 4 엽

- 성능
  - 최대 속력: 746 km/h (403 kn)
  - 실속 속력: 117 km/h (63 kn)[N 6]
  - 항속 거리: 1666 km (895 nmi)
  - 상승 한도: 42,000 ft (12,802 m)
  - 해수면 상승률: 4,770 ft/min (24.23 m/s)

- 무장
  - 기관총 6 × 0.50 in (12.7 mm) M2 브라우닝 기관총 1 정 당 400 발 또는 4 × 0.79 in (20 mm) AN/M3 포 1 문 당 231 발
  - 8 × 5 in (12.7 cm) 고속 비행 로켓 또는 폭탄 적재량 4,000 파운드 (1,800 kg)

## 같이 보기
- 굿이어 F2G 커세어
- 그러먼 F6F 헬캣
- 리퍼블릭 P-47 선더볼트
- 포케불프 Fw 190
- 제로센
- 가와니시 N1K
- 나카지마 Ki-84
- 2차 세계대전 항공기 목록

### 내용주
1. ↑  항공기의 무게 중심이 뒤로 쳐져 기수가 솟구치는 현상
2. ↑   F2A 버팔로스와 F4F 와일드캣 역시 비슷한 관찰창을 달았다. F4U-4 이전의 커세어는 동체 하부에 별도의 바닥판을 설치하지 않았다.
3. ↑  F4U-1A라 하여도 초기형은 낮은 테일 휠과 13 피트 4 인치 구형 프로펠러를 가지고 있었으며 스톨 스트립과 물 분사기가 없었다.
4. ↑  비교 기종들에 비해 무게와 항력 조건에서 불리하였다. F6F 헬켓과 P-47 썬더볼트의 테스트 중량은 실제 전비중량과 비교하면 연료와 탄약을 모두 덜어낸 것 보다도 수백 파운드 가벼운 상태였기 때문에 매우 유리하였으며 P-51D 머스탱도 커세어보다는 전비중량 대비 더 가벼웠다. 반면 커세어는 실전에서 무장과 연료를 반정도 탑재한 요격용 기체에 해당하는 무게였으며 주익에 파일런을 장착하고 있어 항력면에서도 불리했다.
5. ↑   일본군 항공대원 한 명이 F4U-1을 지상에서 시험하는 사진이 남아있다.
6. ↑  CAS, 파워 온 랜딩 컨디션

### 참조주
1. ↑  Shettle 2001, p. 107.
2. ↑  O'Leary 1980, p. 116.
3. 1 2  Donald 1995, p. 244.
4. ↑  Wilson 1996.
5. ↑  Pike, John. “F4U Corsair”. 《www.globalsecurity.org》. 2017년 5월 9일에 확인함.
6. ↑  Donald 1995, p. 246.
7. 1 2 3  'The allied campaign against Rabaul' by United States Strategic Bombing Survey
8. ↑  Jablonski 1979, p. 171.
9. ↑  Pilot's Manual 1979, Prologue.
10. ↑  Russell 1984, p. 25.
11. ↑  “Chance Vought F4U Corsair - XF4U-1 - Genesis”. f4ucorsair.com. 2013년 7월 13일에 원본 문서에서 보존된 문서. 2013년 8월 9일에 확인함.
12. ↑  Gustin, Emmanuel. "Chance Vought F4U Corsair – XF4U-1 – Genesis." 보관됨 2013-07-13 - 웨이백 머신 f4ucorsair.com. Retrieved: 9 August 2013.
13. ↑  Gunston 1980, p. 42.
14. ↑  Johnsen 1993, p. 5.
15. ↑  Tillman 1979, p. 5.
16. ↑  “F4U Corsair: The Marine's most famous fighting aircraft in World War II”. aviationshoppe.com. 2016년 1월 31일에 원본 문서에서 보존된 문서. 2015년 12월 23일에 확인함.
17. ↑  Veronico et al. 1994, p. 11.
18. ↑  Guyton 1996, pp. 100–104.
19. 1 2 3  'Whistling Death: The Test Pilot's Story of the F4U Corsair' by Boone T. Guyton
20. ↑  O'Leary 1980, pp. 101–102.
21. ↑  Musciano 1979, pp. 40–41 (dates).
22. ↑  Tillman 1996, p. 17 (number of aircraft in first order).
23. ↑  'Design Analysis of the Vought Corsair' By William C Hoff
24. ↑  Swinhert, Earl. "Vought F4U Corsair." The Aviation History Online Museum. Retrieved: 3 March 2007.
25. ↑  Kinzey, Bert. F4U Corsair In Detail And Scale, Part 1. Carrollton, Texas: Squadron/Signal Publications Inc., 1998. ISBN 1-888974-08-7.
26. ↑  Russell 1984, p. 26.
27. ↑  O'Leary 1980, p. 102.
28. ↑  Green 1973, p. 188.
29. 1 2 3 4  Russell 1984, p. 27.
30. ↑  O'Leary 1980, pp. 106–107.
31. ↑  O'Leary 1980, p. 111.
32. ↑  Hanson, Dave. "Vought F4U Corsair." Warbird Alley. Retrieved: 5 August 2010.
33. ↑  Hanson, Dave. "F6F." Warbird Alley. Retrieved 5 August 2010.
34. ↑  Hanson, Dave. "P-47." Warbird Alley. Retrieved: 5 August 2010.
35. ↑  Dean 1997, p. 281.
36. ↑  'Ending the Argument' by By John M. Ellis III
37. ↑  'TAIC REPORT NO. 38 April 1945' by Technical Air Intelligence Center Naval Air Station Anacostia, D.C
38. ↑  'TAIC REPORT NO. 17 November 1944' by Technical Air Intelligence Center Naval Air Station Anacostia, D.C
39. ↑  AN 01-45HA-1 'Pilot's Handbook of Flight Operationg Instructions'
40. ↑  STANDARD AIRCRAFT CHARACTERISTIC F6F-5 "HELLCAT"
41. ↑  STANDARD AIRCRAFT CHARACTERISTIC F8F-1,-B "BEARCAT"
42. ↑  STANDARD AIRCRAFT CHARACTERISTIC F8F-2 "BEARCAT"
43. 1 2  'Genda's Blade: Japan's Squadron of Aces: 343 Kokutai' by Henry Saikaida
44. 1 2  'Vought F4U Corsair' by Martin W. Bowman
45. ↑  O'Rourke, G.G, Capt. USN. "Of Hosenoses, Stoofs, and Lefthanded Spads". United States Naval Institute Proceedings, July 1968.
46. 1 2  Swanborough and Bowers 1976, p. 404.
47. ↑  O'Leary 1980, p. 107.
48. ↑  Styling 1995, pp. 6–9.
49. ↑  Sherrod 1952, pp. 134–135.
50. ↑  Sherrod 1952, p. 431.
51. ↑  Styling 1995, pp. 9–10.
52. ↑  '海軍零戦隊撃墜戦記2: 昭和18年8月-11月、ブイン防空戦と、前期ラバウル防空戦' by 梅本 弘
53. ↑  'NAVAL AVIATIONCOMBAT STATISTICS WORLD WAR II' by AIR BRANCH OPNAV-P-23V NO. A12917 JUNE 1946 OFFICE OF NAVAL INTELLIGENCE OFFICE OF THE CHIEF OF NAVAL OPERATIONS NAVY DEPARTMENT WASHINGTON, D. C.
54. 1 2  'F4U CORSAIR vs Ki-84 “FRANK” Pacific Theater 1945' by EDWARD M. YOUNG
55. ↑  'J2M Raiden and N1K1/2 Shiden/Shiden-Kai Aces' by Yasuho Izawa with Tony Holmes
56. ↑  Report of Joint Fighter Conference: : NAS Patuxent River, MD - 16-23 October 1944
57. ↑  Evaluation and Comparison Trials of P-51B and F4U-1 Airplanes
58. ↑  Report on Comparitive Combat Evaluation of Focke-Wulf 190-A/4 Airplane
59. ↑  Barber 1946, Table 1.
60. ↑  Barber 1946, Table 2
61. ↑  Styling 1995, pp. 67–68.
62. ↑  March 1998, p.237.
63. ↑  Styling 1995, p. 68.
64. ↑  Tillman 1979, pp. 94–95.
65. ↑  March 1998, p.237-238.
66. ↑  March 1998, p.239.
67. ↑  March 1998, p. 239.
68. ↑  Styling 1995, p. 73.
69. ↑  Thetford 1978, p. 73.
70. ↑  Thetford 1978, p. 74.
71. ↑  Wings of the Navy by Captain Eric 'Winkle' Brown
72. ↑  Duels in the Sky by Captain Eric 'Winkle' Brown
73. 1 2  Russell 1984, p. 28.
74. ↑  "Captured Fleet Air Arm Aircraft." 보관됨 2010-08-19 - 웨이백 머신 Fleet Air Arm Archive. Retrieved: 1 June 2007.
75. ↑  Kinzey 1998, p. 65.
76. ↑  Thompson 2004, p. 118.
77. ↑  Thompson 2009, pp. 62–64, 74, 94.
78. ↑  Thompson 2009, pp. 77–80.
79. ↑  Kinzey 1998, p. 12.
80. 1 2 3  Rochotte, Léon C., Ramon Josa and Alexandre Gannier. "Capitaine de Frégate (H): Les Corsair français." NetMarine.net, 1999. Retrieved: 14 July 2009.
81. ↑  Tillman 1979, pp. 179–182.
82. ↑  "French Fleet Air Arm." FFA.net. Retrieved: 26 March 2015.
83. ↑  Jacobi, F. via Patrick-Charles Renaud. "Algérie 1954–1962: Corsair aux portes du désert (Algeria 1954–1962: Corsair at the desert's gates)(in French). Photograph of the 12.F #6 F4U-7 Corsair armed with SS.1 missiles." Aérostories, 2001. Retrieved: 14 July 2009.
84. ↑  Cooper, Tom and Coelich March. "El Salvador vs Honduras, 1969: The 100-Hour War." 보관됨 2011-06-06 - 웨이백 머신 Air Combat Information Group, 1 September 2003. Retrieved: 8 March 2007.
85. ↑  Chapman, John et al. "Corsair/BuNo. 133693." warbirdregistry.org. Retrieved: 11 October 2009.
86. ↑  Goebel, Greg. "The Vought F4U Corsair." Vectorsite.com. Retrieved: 5 March 2007.
87. ↑  Veronico et al. 1984, p. 21.
88. ↑  O'Leary 1980, p. 117.
89. ↑  March 1998, p.237-238.
90. ↑  March 1998, p. 239.
91. ↑  O'Leary 1980, pp. 102, 105.
92. ↑  Sullivan 2010, p.8.
93. ↑  Bowman 2002, p.110.
94. ↑  Dorr 1991, p.66.
95. ↑  Bowman 2002, p.110.
96. ↑  March1998, p.239.
97. ↑  Dorr 1991, p.66.
98. ↑  Campbell 2012, p.155.
99. 1 2 3  Moran 1978, p. 94.
100. ↑  "F4U-1D Standard Aircraft Characteristics." Slaker's Flight Journal. Retrieved: 5 March 2007.
101. ↑  March 1998, p.237-238.
102. ↑  Veronico et al. 1984, pp. 55–58.
103. 1 2  Green 1975, p. 149.
104. ↑  "F4U-2." 보관됨 2007-03-15 - 웨이백 머신 Vought Aircraft Industries, Inc. Retrieved: 9 April 2007.
105. ↑  Green 1975, pp. 145–146.
106. ↑  Green 1975, p. 146.
107. 1 2  Measurements in Flight of the Flying Qualities of a Chance Vought F4U-4 Airplane TED No. NACA 2388
108. 1 2  STANDARD AIRCRAFT CHARACTERISTIC F4U-4 "CORSAIR"
109. ↑  Green 1975, p. 150.
110. ↑  Swanborough and Bowers 1976, p. 406.
111. ↑  Dorr 2005, p. 136.
112. ↑  James D'Angina. Vought F4U Corsair. Oxford: Osprey Publishing., 2014. ISBN 978-1782006268.
113. ↑  Standard Aircraft Characteristics AU-1 Corsair NAVAER 1335C REV. 1-49.
114. 1 2  "F2G Histories." airrace.com. Retrieved: 5 August 2010.
115. ↑  "Nomina General: Aeronaves de la Aviación Naval Argentina a lo largo de su historia" (in Spanish). 보관됨 2013-03-27 - 웨이백 머신 institutoaeronaval.org. Retrieved: 5 October 2010.
116. ↑  "Historical Listings: El Salvador (ELS)." 보관됨 2012-10-14 - 웨이백 머신 World Air Forces. Retrieved: 28 September 2012.
117. ↑  Rickard, J. "Chance Vought F4U Corsair in British Service." History of War, 24 April 2007. Retrieved: 28 September 2012.
118. ↑  "Aircraft – Make / Model Inquiry." 보관됨 2015-04-02 - 웨이백 머신 FAA Registry. Retrieved: 06 September 2013.
119. ↑  "Flying Bulls Fleet." "Flying Bulls." Retrieved: 06 January 2017.
120. ↑  f4u-121928, Warbird
121. ↑  f4u-124493, Warbird

## 참고 문헌
- Abrams, Richard. F4U Corsair at War. London: Ian Allan Ltd., 1977. ISBN 0-7110-0766-7.
- Angelucci, Enzo with Peter M. Bowers. The American Fighter. New York: Orion Books, 1985. ISBN 0-517-56588-9.
- Barber, S.B. Naval Aviation Combat Statistics: World War II, OPNAV-P-23V No. A129. Washington, D.C.: Air Branch, Office of Naval Intelligence, 1946.
- Bell, Dana. F4U-1 Corsair, Vol. 1, Aircraft Pictorial, No. 7. Tucson: Classic Warships Publishing, 2014. ISBN 978-0-9857149-7-0.
- Blackburn, Tom. The Jolly Rogers. New York: Orion Books, 1989. ISBN 0-517-57075-0.
- Bowman, Martin W. Vought F4U Corsair. Marlborough, UK: The Crowood Press Ltd., 2002. ISBN 1-86126-492-5.
- Campbell, Douglas E. "BuNos! Disposition of World War II USN, USMC, USCG Aircraft Listed by Bureau Number". 2012. ISBN 978-1-105-42071-9
- Condon, John Pomeroy. Corsairs and Flattops: Marine Carrier Warfare, 1944–1945. Annapolis, Maryland: Naval Institute Press, 1998. ISBN 1-55750-127-0.
- Current, Colonel John D., ed. American Warplanes of WWII. Mainz, Germany: PediaPress, 2011. No ISBN.
- D’Angina, James. "Vought F4U Corsair". Oxford, UK: Osprey Publishing, 2014. ISBN 978-1-78200-626-8
- Dean, Francis H. America's Hundred Thousand. Atglen, Pennsylvania: Schiffer Publishing Ltd., 1997. ISBN 0-7643-0072-5.
- Donald, David, ed. American Warplanes of World War II. London: Aerospace Publishing. 1995. ISBN 1-874023-72-7.
- Dorr, Robert F. "Marine Air, The History of the Flying Leathernecks in Words and Photos" New York: Berkley Publishing Group, 2005. ISBN 978-0-425-21364-3.
- Drendel, Lou. U.S. Navy Carrier Fighters of World War II. Carrollton, Texas: Squadron/Signal Publications Inc., 1987. ISBN 0-89747-194-6.
- Green, William. Famous Fighters of the Second World War. Garden City, New York: Doubleday & Company, 1975. ISBN 0-385-12395-7.
- Green, William. "Vought F4U-1, F4U-4 (FG-1 Corsair)". War Planes of the Second World War, Volume Four: Fighters. Garden City, New York: Doubleday & Company, 1973, pp. 188–194. ISBN 0-385-03259-5.
- Green, William and Gordon Swanborough. "Chance Vought F4U Corsair". WW2 Aircraft Fact Files: U.S. Navy and Marine Corps Fighters. London: Macdonald and Jane's Publishers Ltd., 1976, pp. 16–29. ISBN 0-356-08222-9.
- Grossnick, Roy A. and William J. Armstrong. United States Naval Aviation, 1910–1995. Annapolis, Maryland: Naval Historical Center, 1997. ISBN 0-16-049124-X.
- Guyton, Boone T. Whistling Death: The Test Pilot's Story of the F4U Corsair. Atglen, Pennsylvania: Schiffer Publishing Ltd., 1996. ISBN 0-88740-732-3.
- The Illustrated Encyclopedia of Aircraft. London: Aerospace Publishing/Orbis Publishing, 1985.
- Jablonski, Edward. Airwar. New York: Doubleday & Co., 1979. ISBN 0-385-14279-X.
- Johnsen, Frederick A. F4U Corsair. New York: Crown Publishers, 1983. ISBN 0-517-55007-5.
- Kinzey, Bert. F4U Corsair Part 2: F4U-4 Through F4U-7: Detail and Scale Vol 56. Carrolton, Texas: Squadron Signal Publications, 1998. ISBN 1-888974-09-5
- Kristy, Ben. Aviation Curator, National Museum of the Marine Corps, Quantico, Virginia. Emailed remarks regarding FG-1A Corsairs. February 25, 2013
- Maloney, Edward T. and Uwe Feist. Chance Vought F4U Corsair, Vol. 11. Fallbrook, California: Aero Publishers, Inc., 1967. ISBN 0-8168-0540-7.
- March, Daniel J. “British Warplanes of World War II”. Westport, CT: AIRtime Publishing Inc., 1998. ISBN 1-880588-28-5
- Mondey, David. The Hamlyn Concise Guide to American Aircraft of World War II. London: Octopus Publishing Group Ltd., 1982. ISBN 0-7537-1461-2.
- Moran, Gerard P., Aeroplanes Vought, 1917–1977. Terre Haute, Indiana: Aviation Heritage Books, Sunshine House, Inc., 1978. ISBN 0-911852-83-2.
- Morris, David. Corsair KD431: The Time Capsule Fighter. Stroud, UK: Sutton Publishing Ltd., 2006. ISBN 0-7509-4305-X.
- Musciano, Walter A. Corsair Aces: The Bent-wing Bird Over the Pacific. New York: Arco Publishing Company, Inc., 1979. ISBN 0-668-04597-3.
- Núñez, Padin and Jorge Félix. Vought F4U-5,-5N & 5NL Corsair (serie Aeronaval Nro.18) (in Spanish). Buenos Aires, Argentina: Museo de la Aviacón Naval, Instituto Aeronaval, 2004.
- Okumiya, Masatake and Jiro Horikoshi, with Martin Caidin. Zero! New York: E.P. Dutton & Co., 1956.
- O'Leary, Michael. United States Naval Fighters of World War II in Action. Poole, Dorset, UK: Blandford Press, 1980. ISBN 0-7137-0956-1.
- Pautigny, Bruno (translated from the French by Alan McKay). Corsair: 30 Years of Filibustering 1940–1970. Paris: Histoire & Collections, 2003. ISBN 2-913903-28-2.
- Pilots Manual for F4U Corsair. Appleton, Wisconsin: Aviation Publications, 1977 (reprint). ISBN 0-87994-026-3.
- Pilot's Notes for Corsair I-IV: Air Publications 2351A, B, C & D-P.N.. London: Air Ministry, August 1944.
- Russell, Warren P. Chance Vought F4U-1/F4U-1D and Goodyear FG-1D Corsair: NZPAF, RNZAF Aircraft colour schemes. Invercargill, New Zealand: New Zealand Aero Products, 1984. ISBN 0-473-00245-0
- Sakaida, Henry. Imperial Japanese Navy Aces 1937–45 – Osprey Aircraft of the Aces 22. Botley, Oxford: Osprey Publishing, 1998, ISBN 978-1855327276.
- Sherrod, Robert. History of Marine Corps Aviation in World War II. Washington, D.C.: Combat Forces Press, 1952. No ISBN.
- Shettle, M.L. Marine Corps Air Stations of World War II. Bowersville, Georgia: Schaertel Publishing Co., 2001. ISBN 0-9643388-2-3.
- Styling, Mark. Corsair Aces of World War 2 (Osprey Aircraft of the Aces No 8). London: Osprey Publishing, 1995. ISBN 1-85532-530-6.
- Sullivan, Jim. F4U Corsair in action. Carrollton, TX: Squadron/Signal Publications, 1977. ISBN 0-89747-028-1.
- Sullivan, Jim. F4U Corsair in action. Carrollton, TX: Squadron/Signal Publications, 2010. ISBN 978-0-89747-623-2.
- Swanborough, Gordon and Peter M. Bowers. United States Navy Aircraft since 1911. London: Putnam, Second edition, 1976. ISBN 0-370-10054-9.
- Thetford, Owen. British Naval Aircraft since 1912. London: Putnam, Fourth edition, 1978. ISBN 0-370-30021-1.
- Thompson, Warren. "Marine Corsairs in Korea". International Air Power Review, Volume 11, Winter 2003/2004, Norwalk, CO: AirTime Publishing, 2004. ISBN 1-880588-60-9.
- Thompson, Warren. F4U Corsair Units of the Korean War: Osprey Combat Aircraft 78. Botley, Oxford UK: Osprey Publishing, 2009. ISBN 978-1-84603-411-4
- Tillman, Barrett. Corsair — The F4U in World War II and Korea. Annapolis, Maryland: Naval Institute Press, 1979. ISBN 1-55750-994-8.
- Tillman, Barrett. Vought F4U Corsair. Warbird Tech Series, Vol. 4. North Branch, Minnesota: Speciality Press, 1996. ISBN 0-933424-67-1.
- Veronico, Nick and John M. and Donna Campbell. F4U Corsair. St. Paul, Minnesota: Motorbooks International, 1994. ISBN 0-87938-854-4.
- Wilson, Randy. "From Bent-winged Bird to Whistling Death." The Dispatch. Midland, Texas: Confederate Air Force, 1996.

## 더 읽어 보기
- Núñez Padin, Jorge Felix. Vought F4U-5, -5N & -5NL Corsair (Serie Aeronaval, Volume 27). Bahía Blanca, Argentina: Fuerzas Aeronavales, 2009. ISBN 978-987-20557-9-0.